# Liste von Jazzstandards und -kompositionen

Thelonious Monk – ’Round About Midnight, einer der bekanntesten Jazzstandards

Dieser Artikel enthält eine alphabetische Liste von bekannten und weniger bekannten Jazzstandards und Jazzkompositionen. Er erhebt keinen Anspruch auf Vollständigkeit, kann aber laufend ergänzt werden. Der jeweilige Komponist (abgekürzt: M) und gegebenenfalls Texter (abgekürzt: T) sind dahinter angegeben. Die Texte sind in der Regel Englisch; wo nicht, ist dieses in Klammern vermerkt. Nähere Details zu den Komponisten und gegebenenfalls Stücken enthalten die jeweiligen Einzelartikel.
Bei der Sortierung wird ggf. der Artikel (z. B. „A“ oder „The“) nicht beachtet, sondern es zählt der Anfangsbuchstabe des Wortes nach dem Artikel. So werden doppelte Einträge vermieden.
Der Artikel „Jazzstandard“ enthält eine Definition und nähere Beschreibung dieser musikalischen Gattung insgesamt. Der Abschnitt Jazz des Artikels Improvisation erklärt, wie Jazzmusiker auch über Standards improvisieren. Der Artikel Jazzharmonik bietet das nötige theoretische Hintergrundwissen dafür. Weitere Hinweise liefert der Artikel über das Great American Songbook.

## Liste

### 0–9
- 2.19 Blues (M: Mamie Desdume)

### A
- A-Tisket, A-Tasket (M&T: Van Alexander, Ella Fitzgerald, 1938)
- About a Quarter to Nine (M&T: Al Dubin, Harry Warren, 1927)
- Ace in the Hole (M: George Mitchell, T: James E. Dempsey, 1909)
- Affirmation (José Feliciano)
- Afro Blue (Mongo Santamaría)
- After I Say I’m Sorry (M&T: Walter Donaldson, Abe Lyman, 1926)
- After You’ve Gone (M&T: Henry Creamer, J. Turner Layton, 1918)
- Afternoon in Paris (John Lewis, 1954)
- Aggravatin’ Papa (M: J. Russel Robinson, 1923)
- Água de beber (Water to Drink) (M: Antônio Carlos Jobim, T port.: Vinícius de Moraes, T engl.: Norman Gimbel)
- Águas de Março (Waters of March) (Antônio Carlos Jobim)
- Ahmad the Terrible (Jack DeJohnette, 1984)
- Ain’t Misbehavin’ (M: Fats Waller, Harry Brooks, T: Andy Razaf, 1929)
- Ain’t She Sweet (M: Milton Ager, T: Jack Yellen, 1927)
- Air Conditioning (Charlie Parker, 1947)
- Air Mail Special (Benny Goodman, Charlie Christian, Jimmy Mundy, 1940)
- Airegin (Sonny Rollins, 1963)
- Alabama (John Coltrane)
- Alabama Jubilee (William H. Krell)
- Alabamy Bound (M: Ray Henderson, T: B. G. DeSylva, Bud Green, 1925)
- Alexander’s Ragtime Band (M & T: Irving Berlin, 1911)
- Alfie (M: Burt Bacharach, T: Hal David, 1966)
- Alice Blue Gown (M: Harry Tierney, T: Joseph McCarthy, 1919)
- Alice in Wonderland (M: Sammy Fain, T: Bob Hilliard)
- All About Ronnie (Joe Green)
- All Blues (M: Miles Davis, T: Oscar Brown, Jr., 1959)
- All by Myself (M & T: Irving Berlin, 1921)
- All God’s Chillun Got Rhythm (M & T: Walter Jurmann, Gus Kahn, Bronisław Kaper, 1937)
- All of Me (M:Gerald Marks, T: Seymour Simmons, 1931)
- All of You (M & T: Cole Porter, 1954)
- All or Nothing at All (M: Arthur Altman, T: Jack Lawrence, 1940)
- All the Things You Are (M: Jerome Kern, T: Oscar Hammerstein II, 1939)
- All the Way (M: Jimmy Van Heusen, T: Sammy Cahn, 1957)
- All Too Soon (M: Duke Ellington, T: Carl Sigman, 1940)
- All Through the Day (M: Jerome Kern, T: Oscar Hammerstein II, 1945)
- Alligator Crawl (Fats Waller)
- Almost Like Being in Love (M: Frederick Loewe, T: Alan Jay Lerner, 1947)
- Alone in the City (Ray Charles)
- Alone Together (M: Howard Dietz, T: Arthur Schwartz, 1932)
- Along Came Betty (Benny Golson)
- Always (M & T: Irving Berlin, 1925)
- Am I Blue? (M: Harry Akst, T: Grant Clarke, 1929)
- American Garage (Pat Metheny, Lyle Mays)
- American Patrol (M: F. W. Meacham)
- Among My Souvenirs (M: Horacio Nicholls, T: Edgar Leslie, 1927)
- Angel Eyes (M: Matt Dennis, T: Earl Brent, 1946)
- Anthropology (Charlie Parker, Dizzy Gillespie, 1946)
- Any Old Time (Artie Shaw, 1930)
- Any Place I Hang My Hat Is Home (M: Harold Arlen, T: Johnny Mercer, 1946)
- Anything Goes (M & T: Cole Porter, 1934)
- April in Paris (M: Vernon Duke, T: E. Y. Harburg, 1932)
- Are You Real (Benny Golson)
- Aren’t You Glad You’re You? (M: Jimmy Van Heusen, T: Johnny Burke 1945)
- Art Deco (M: Don Cherry, T: Ingrid Sertso)
- As Long as I Live (M: Harold Arlen, T: Ted Koehler, 1934)
- As Time Goes By (M & T: Herman Hupfeld, 1931)
- Ask Me Now (Thelonious Monk, 1951)
- At a Georgia Camp Meeting (Kerry Mills)
- At Last (M & T: Mack Gordon, Harry Warren, 1942)
- At Long Last Love (M & T: Cole Porter, 1937)
- At the Jazz Band Ball (M & T: Nick LaRocca, Eddie Edwards, Henry Ragas, Tony Sbarbaro, Larry Shields, 1918)
- At Sundown (M&T: Walter Donaldson, 1927)
- Au Privave (Charlie Parker)
- Auld Lang Syne (Traditional)
- Aunt Hagar’s Blues (M: W. C. Handy, T: J. Tim Brymn, 1920)
- Autumn in New York (M: Vernon Duke, T: Yip Harburg, 1934)
- Autumn Leaves (Les Feuilles Mortes) (M: Joseph Kosma, T frz.: Jacques Prévert, T engl.: Johnny Mercer 1947)
- Autumn Serenade (M: Peter De Rose, T: Sammy Galop)
- Avalon (M: Vincent Rose, T: Al Jolson, Buddy DeSylva, 1920)
- Azure (M: Duke Ellington, T: Irving Mills, 1937)

### B
- Baby Don’t You Cry (Budd Johnson, Ella Johnson, Dinah Washington)
- Baby Face (M: Harry Akst, T: Benny Davis, 1926)
- Baby, It’s Cold Outside (M & T: Frank Loesser, 1948)
- Baby-O (M: Jimmy McPartland)
- Baby Won’t You Please Come Home (Clarence Williams, Charles Warfield, 1919)
- Back Home Blues (Charlie Parker, 1950)
- Back Home Again in Indiana (M: James Hanley, T: Ballard MacDonald, 1917)
- Back in Your Own Backyard (M: Dave Dreyer, T: Al Jolson, Billy Rose, 1927)
- Back O’Town Blues (Louis Armstrong, Luis Russell)
- Back Water Blues (M & T: Bessie Smith, 1927)
- Bags’ Groove (Milt Jackson, 1958)
- Baia (M: Gilbert Ray, T: Ary Barroso, 1938)
- Ballad of a Sad Young Man (Tommy Wolf, Fran Landesman)
- Ballin’ the Jack (M: Chris Smith, T: James Henry Burris, 1913)
- Band Call (Duke Ellington)
- Barbados (Charlie Parker, 1948)
- Basin Street Blues (M & T: Spencer Williams, 1928)
- Baubles, Bangles and Beads (M & T: Robert Wright, George Forrest, Alexander Borodin, 1928/1953)
- Be My Love (M: Nikolaus Brodszky, T: Sammy Cahn, 1949)
- Beale Street Blues (M & T: W. C. Handy, 1916)
- Beale Street Mama (M: J. Russel Robinson)
- Beatrice (Sam Rivers)
- Beau Koo Jack (Alex Hill, Louis Armstrong)
- (This Is the End of a) Beautiful Friendship (M: Donald Kahn, T: Stanley Styne, 1956)
- Beautiful Love (M: Victor Young, Wayne King, Egbert Van Alstyne, T: Haven Gillespie, 1931)
- Be-Bop (Dizzy Gillespie, 1944)
- Bebop (Dizzy Gillespie, 1945)
- Begin the Beguine (M & T: Cole Porter, 1935)
- (I’ve Got) Beginner’s Luck (M: George Gershwin, T: Ira Gershwin, 1937)
- Bei mir bist du schoen (M: Sholom Secunda, T (jiddisch): Jacob Jacobs, T (dt.-engl.): Sammy Cahn, Saul Chaplin, 1937)
- Bemsha Swing (Thelonious Monk, Denzil Best, 1952)
- Bernie’s Tune (M: Bernie Miller, T: Jerry Leiber/Mike Stoller, 1953)
- Besame Mucho (M: Consuelo Velázquez, T: Sunny Skylar, 1941)
- Bess, You Is My Woman Now (M: George Gershwin, T: Ira Gershwin, DuBose Heyward, 1935)
- Bessie’s Blues (John Coltrane)
- The Best Is Yet to Come (M: Cy Coleman, T: Carolyn Leigh, 1959)
- The Best Thing for You (M & T: Irving Berlin, 1950)
- The Best Things in Life Are Free (M: Ray Henderson, T: B. G. DeSylva, Lew Brown, 1927)
- Between the Devil and the Deep Blue Sea (M: Harold Arlen, T: Ted Koehler, 1931)
- Bewitched, Bothered, and Bewildered (M: Richard Rodgers, T: Lorenz Hart, 1941)
- Beyond the Sea (Charles Trenet, Jack Lawrence)
- Bidin’ My Time (M: George Gershwin, T: Ira Gershwin, 1930)
- Big Butter and Egg Man (Percy Venable, Louis Armstrong)
- Big John’s Special (Horace Henderson, 1934)
- Big Nick (John Coltrane, 1962)
- Big Noise From Winnetka (M: Bob Haggart, Ray Bauduc, 1938)
- Bill (M: Jerome Kern, T: P. G. Wodehouse, 1927)
- Bill Bailey, Won’t You Please Come Home? (M & T: Hughie Cannon, 1902)
- Billie’s Bounce (Charlie Parker, 1945)
- Billy Goat Stomp (M: Jelly Roll Morton)
- Bird Food (Ornette Coleman)
- Bird of Paradise (Charlie Parker, 1946)
- Birdland (Joe Zawinul)
- Bird’s Nest (Charlie Parker, 1945)
- Birks’ Works (Dizzy Gillespie, 1957)
- The Birth of the Blues (M: Ray Henderson, T: Lew Brown, Buddy DeSylva, 1926)
- (What Did I Do to Be so) Black and Blue? (M: Fats Waller, Harry Brooks, T: Andy Razaf, 1929)
- Black and Tan Fantasy (M & T: Duke Ellington, Bubber Miley, 1927)
- Black and White Rag (M: George Botsford, 1908)
- Black Bottom (M: Ray Henderson, T: B. G. DeSylva, Lew Brown, 1926)
- Black Bottom Stomp (M: Jelly Roll Morton)
- Black Coffee (M & T: Paul Francis Webster, Francis J. Burke, 1948)
- Black Orpheus (auch Manhã de Carnaval oder Orfeo Negro) (Luiz Bonfá)
- Blame It on My Youth (M: Oscar Levant, T: Edward Heyman, 1934)
- Blood Count (Billy Strayhorn, 1967)
- Bloomdido (Charlie Parker, 1953)
- Blue and Sentimental (M: Count Basie, T: David Livingston, 1939)
- Blue Bossa (Kenny Dorham, 1963)
- Blue in Green (Bill Evans, Miles Davis, 1959)
- Blue Lou (M & T: Irving Mills, Edgar Sampson, 1935)
- Blue Monk (Thelonious Monk, 1954)
- Blue Moon (M: Richard Rodgers, T: Lorenz Hart, 1934)
- Blue’n’Boogie (Dizzy Gillespie, Frank Paparelli, 1944)
- Blue Room (M: Richard Rodgers, T: Lorenz Hart, 1926)
- Blue Skies (Irving Berlin, 1927)
- Blue Star (Benny Carter)
- Blue Steps (Klaus Merkel, Thomas Graf)
- Blue Trane (John Coltrane)
- Blue Turning Grey Over You (M: Fats Waller, T: Andy Razaf, 1929)
- Blueberry Hill (Al Lewis, Vincent Rose, Larry Stock, 1940)
- The Blues Are Brewin’ (Louis Alter, Eddie DeLange)
- Blues Connotation (Ornette Coleman)
- Blues for Alice (Charlie Parker)
- Blues for Jimmie (Kid Ory, 1948)
- Blues for Yesterday (Les Carr)
- Blues in the Closet (Oscar Pettiford, Harry Babasin 1953)
- Blues in the Night (My Mama Done Tol’ Me) (M: Harold Arlen. T: Johnny Mercer, 1941)
- Blues Is My Middle Name (Ray Charles)
- Blues March (Benny Golson, 1959)
- Bluesette (Toots Thielemans, 1962)
- Bob White (Whatcha Gonna Swing Tonight?) (M: Bernie Hanighen, T: Johnny Mercer, 1937)
- Body and Soul (M: John W. Green, T: Edward Heyman, Frank Eyton, Robert Sour, 1930)
- Boff Boff (Coleman Hawkins)
- Bohemia After Dark (Oscar Pettiford, 1955)
- Boplicity (Cleo Henry (Pseudonym von Miles Davis) oder Gil Evans, 1949)
- Born to Be Blue (M & T: Mel Tormé, Robert Wells, 1946)
- Bossa Dorado (Dorado Schmitt)
- Bouncin’ with Bud (Bud Powell, Gil Fuller, 1947)
- Bourbon Street Parade (Paul Barbarin)
- Brazil (Aquarela do Brasil) (M: Ary Barroso, T: Bob Russell, 1941)
- Breezin’ Along with the Breeze (M: Haven Gillespie, T: Seymour Sinons, Richard A. Whiting, 1926)
- Bright Size Life (Pat Metheny)
- Broadway (M & T: Billy Bird, Sir Henry Joseph Wood, Teddy McRae, 1940)
- Broadway Blues (Ornette Coleman)
- Buddy’s Habits (Dave Nelson)
- Bucket's Got a Hole in it (M: Clarence Williams, 1914)
- Buds Won’t Bud (M: Harold Arlen, T: E. Y. Harburg, 1937)
- Bugle Call Rag (Jack Pettis, Billy Meyers, Elmer Schoebel, 1922)
- But Beautiful (M: Jimmy Van Heusen, T: Johnny Burke, 1947)
- But not for Me (M: George Gershwin, T: Ira Gershwin, 1930)
- Butch & Butch (Oliver Nelson)
- Butterfly (Herbie Hancock)
- Button Up Your Overcoat (M: Ray Henderson, T: B. G. DeSylva, Lew Brown, 1928)
- By and By (Traditional)
- By the Light of the Silvery Moon (M: Gus Edwards, Edward Madden, 1909)
- Bya-Ya (Thelonious Monk)
- Bye Bye Blackbird (M: Ray Henderson, T: Mort Dixon, 1926)
- Bye Bye Blues (M & T: Fred Hamm, Dave Bennett, Bert Lown, Chauncey Gray, 1930)

### C
- C Jam Blues (Duke Ellington, 1942)
- C. C. Rider (M & T: Ma Rainey, Lena Arrant)
- Cabin in the Sky (M: Vernon Duke, T: John Latouche, 1940)
- Cake-Walking Babies from Home (Clarence Williams, Chris Smith, Henry Troy, 1925)
- Can Anyone Ask for More (William York)
- Can’t Help Lovin’ That Man (M: Jerome Kern, T: Oscar Hammerstein II, 1927)
- Can’t We Be Friends? (M: Kay Swift, T: Paul James, 1929)
- Can’t We Talk It Over (M: Victor Young, T: Ned Washington, 1931)
- Canal Street Blues (King Oliver, Louis Armstrong)
- Candy (M & T: Alex Kramer, Joan Whitney, Mack David, 1945)
- Canon (Charles Mingus)
- Cantaloupe Island (Herbie Hancock, 1964)
- Caravan (M: Duke Ellington, Juan Tizol, T: Irving Mills, 1936)
- Careless Love (M & T: W. C. Handy, Spencer Williams, Martha E. Koenig, 1921)
- Carioca (M: Vincent Youmans, T: Gus Kahn, Edward Eliscu, 1933)
- Celia (Charles Mingus)
- Centerpiece (M: Harry Sweets Edison, T: Jon Hendricks, 1958)
- Central Park West (John Coltrane)
- Chameleon (Herbie Hancock)
- Change Partners (M & T: Irving Berlin, 1937)
- Cannon Ball Blues (M: Jelly Roll Morton)
- (The) Chant (M: Mel Stitzel)
- Charleston (M: James P. Johnson, T: Cecil Mack, 1920)
- Chasin’ the Bird (Charlie Parker, 1947)
- Chattanooga Choo Choo (M: Harry Warren, T: Mack Gordon, 1941)
- Cheek to Cheek (M & T: Irving Berlin, 1935)
- Cheerful Little Earful (M: Harry Warren, T: Ira Gershwin, Billy Rose, 1930)
- Cheers (Charlie Parker, Howard McGhee)
- Chega De Saudade (No more Blues) (M: Antônio Carlos Jobim, T (por): Vinícius de Moraes, T (eng): Jon Hendricks, Jessie Cavanaugh, 1962)
- Chelsea Bridge (Billy Strayhorn, 1941)
- Cherokee (Indian Love Song) (M & T: Ray Noble, 1938)
- Cherry (M: Don Redman, T: Ray Gilbert, Don Redman, 1928)
- Chicago (That Toddlin’ Town) (Fred Fisher, 1922)
- Chicago Breakdown (Jelly Roll Morton, 1928)
- A Child Is Born (M: Thad Jones, T: Alec Wilder, 1969)
- Children’s Song (Chick Corea)
- Chim Chim Cher-ee (Robert B. Sherman, Richard M. Sherman, 1964)
- Chimes Blues (M: King Oliver, 1923)
- China Boy (M & T: Dick Winfree, Phil Boutelje, 1922)
- Chinatown, My Chinatown (M: Jean Schwartz, T: William Jerome, 1910)
- Chloe (M: Neil Morèt, T: Gus Kahn, 1927)
- (The) Christmas Song (M & T: Mel Tormé, Robert Wells, 1946)
- Clap Yo’ Hands (M: George Gershwin, T: Ira Gershwin, 1926)
- Climax Rag (James Scott)
- Close Your Eyes (Bernice Petkere, 1933)
- Cocktails for Two (M: Arthur Johnston, T: Sam Coslow, 1934)
- Collegiate (M&T: Moe Jaffe und Nat Bonx, 1925)
- Come Back Sweet Papa (Paul Barbarin, Luis Russell)
- Come on Back (Benny Carter)
- Come Rain or Come Shine (M: Harold Arlen, T: Johnny Mercer, 1946)
- Come Sunday (M & T: Duke Ellington, 1943)
- Comes Love (M: Sam H. Stept, T: Lew Brown, Charles Tobias, 1938)
- Compared to What ([Gene McDaniels])
- Compulsion (Miles Davis, 1953)
- Con Alma (Dizzy Gillespie, 1956)
- Conception (George Shearing, 1950)
- Coney Island Washboard (M: Hampton Durand, Jerry Adams, T: Ned Nestor, Claude Shugart, 1926)
- Confirmation (Charlie Parker, 1946)
- Coquette (M: Johnny Green, Carmen Lombardo, T: Gus Kahn, 1928)
- Corcovado (Quiet Nights of Quiet Stars) (M: Antônio Carlos Jobim, T: Gene Lees, 1962)
- Cornet Chop Suey (Louis Armstrong, 1925)
- Cornfield Rag (M: J. Russel Robinson)
- Cottage for Sale (M: Willard Robison, T: Larry Conley, 1930)
- Cotton Tail (M: Duke Ellington, T: Jon Hendricks, 1940)
- Countdown (John Coltrane, 1958)
- Cousin Mary (John Coltrane)
- Crazy He Calls Me (M: Carl Sigman, T: Bob Russell, 1949)
- Crazy Rhythm (M: Joseph Meyer, Roger Wolfe Kahn, T: Irving Caesar, 1928)
- Crazeology (Benny Harris)
- Creole Belles (M: Jens Bodewalt Lampe, T: George Sidney, 1900)
- Creole Bo Bo (M & T: Kid Ory)
- Creole Love Call (Duke Ellington, Bubber Miley, Rudy Jackson, 1927)
- Creole Song (c'est l'autre Cancan) (Kid Ory, 1944)
- Criss Cross (Thelonious Monk)
- Cry Me a River (M & T: Arthur Hamilton, 1953)
- Crystal Silence (Chick Corea)
- Cuddle Up a Little Closer, Lovely Mine (M: Karl Hoschna, T: Otto Harbach, 1908)
- A Cup of Coffee, a Sandwich and You (M&T: Al Dubin, Joseph Meyer und Billy Rose, 1926)
- Cute (M: Neal Hefti, T: Stanley Styne)

### D
- Daahoud (Clifford Brown, 1954)
- Dallas Blues (M: Hart A. Wand, : Lloyd Fry Garrett, 1912)
- Dancing in the Dark (M: Arthur Schwartz, T: Howard Dietz, 1931)
- Dancing on the Ceiling (M: Richard Rodgers, T: Lorenz Hart, 1930)
- Danny Boy (Traditional)
- Daphne (Django Reinhardt, Stéphane Grappelli)
- Dark Eyes (Traditional)
- The Darktown Strutters’ Ball (M&T: Shelton Brooks, 1917)
- Darn That Dream (M: Jimmy Van Heusen, T: Eddie DeLange, 1939)
- Dat Dere (M: Bobby Timmons, T: Oscar Brown jr.)
- Davenport Blues (M & T: Bix Beiderbecke, 1927)
- Day by Day (M: Axel Stordahl, Paul Weston, T: Sammy Cahn, 1945)
- Day Dream (M: Duke Ellington, Billy Strayhorn, T: John Latouche, 1941)
- Day in, Day out (M: Rube Bloom, T: Johnny Mercer, 1939)
- Days and Nights Waiting (Keith Jarrett)
- The Days of Wine and Roses (M: Henry Mancini, T: Johnny Mercer, 1962)
- Deadman Blues (M: Jelly Roll Morton)
- Dear Old Stockholm (Traditional, Bearbeitung Stan Getz, 1952)
- Dearly Beloved (M: Jerome Kern, T: Johnny Mercer, 1942)
- Decidedly Blues (M: Jimmy McPartland)
- Dedicated to You (M: Saul Chaplin, Hy Zaret, T: Sammy Cahn, 1936)
- ’Deed I Do, (M: Fred Rose, T: Walter Hirsch, 1926)
- Deep Henderson (M: Fred Rose, 1926)
- Deep in a Dream (M & T: Eddie DeLange, Jimmy Van Heusen, 1938)
- Deep Purple (M: Peter De Rose, T: Mitchell Parish, 1934)
- Delaunay’s Dilemma (John Lewis, 1954)
- Desafinado (M: Antônio Carlos Jobim, T: Newton Mendonça, Jon Hendricks, Jessie Cavanaugh, 1959)
- Desert Air (Chick Corea)
- Detour Ahead (M & T: Lou Carter, Herb Ellis, John Frigo, 1948)
- Dewey Square (Charlie Parker, 1958)
- Dexterity (Charlie Parker, 1947)
- Diane (M&T: Ernö Rapée und Lew Pollack, 1927)
- Did You Ever See a Dream Walking? (M: Harry Revel, T: Mack Gordon, 1933)
- Didn’t He Ramble (W. C. Handy)
- Dig (Miles Davis, Kenny Dorham, 1964)
- Diga Diga Doo (M: Jimmy McHugh, T: Dorothy Fields, 1928)
- Dinah (M: Harry Akst, T: Sam M. Lewis, Joe Young, 1925)
- Dindi (M & T: Antônio Carlos Jobim, Ray Gilbert, Aloysio De Oliveira, 1965)
- Dizzy Atmosphere (Dizzy Gillespie, 1944)
- Django (John Lewis, 1954)
- Do, Do, Do (M: George Gershwin, T: Ira Gershwin, 1926)
- Do It Again (M: George Gershwin, T: Buddy DeSylva, 1922)
- Do Nothing till You Hear from Me (M: Duke Ellington, T: Bob Russell, 1943)
- Do You Know What It Means to Miss New Orleans (M: Louis Alter, T: Eddie DeLange, 1946)
- Doctor Jazz (Joe King Oliver)
- Doctor Jazz Stomp (M: Jelly Roll Morton, wahrscheinlich aber Joe King Oliver, Walter Melrose, 1927)
- Doggin’ Around (M & T: Edgar William Battle, Herschel Evans, 1938)
- Dolphin Dance (Herbie Hancock, 1966)
- Donna (M: Jimmy McPartland)
- Donna Lee (Charlie Parker)
- Don’t Be That Way (M: Benny Goodman, T: Edgar Sampson, Mitchell Parish, 1938)
- Don’t Blame Me (M: Jimmy McHugh, T: Dorothy Fields, 1932)
- Don’t Ever Leave Me (M: Jerome Kern, T: Oscar Hammerstein II, 1929)
- Don’t Explain (M: Billie Holiday, T: Arthur Herzog Jr., 1946)
- Don’t Get Around Much Anymore (M: Duke Ellington, T: Bob Russell, 1942)
- Don’t Put All Your Dreams in One Basket (Dennis Morgan)
- Don’t Worry ’Bout Me (M: Rube Bloom, T: Ted Koehler, 1939)
- Don’t Worry, Be Happy (M:/T: Bobby McFerrin, 1988)
- Don’t You Know I Care? (M: Duke Ellington, T: Mack David, 1944)
- Donna Lee (Charlie Parker, 1947)
- Doodlin’ (Horace Silver, 1956)
- Doozy (Benny Carter)
- Down by the Riverside (M: John J. Nolan, T: Traditional)
- Down with Love (M: Harold Arlen, T: E. Y. Harburg, 1937)
- Doxy (Sonny Rollins, 1954)
- Drawing Room Blues (Billy Strayhorn)
- Dream (M & T: Johnny Mercer, 1944)
- Dream a Little Dream of Me (M: Fabian Andre und Wilbur Schwandt, T: Gus Kahn, 1931)
- Dream Dancing (M & T: Cole Porter, 1941)
- Drop Me off in Harlem (M: Duke Ellington, T: Nick A. Kenny, 1933)
- The Duke (Dave Brubeck, 1955)
- Duke Ellington’s Sound of Love (Charles Mingus)
- Duke’s Place (M: Duke Ellington, T: Duke Ellington, Bob Thiele 1942)
- Dynamite Rag (M: J. Russel Robinson)

### E
- Early Autumn (M: Ralph Burns, Woody Herman T: Johnny Mercer, 1948)
- East of the Sun (and West of the Moon) (M & T: Brooks Bowman, 1935)
- East St. Louis Toodle-Oo (Duke Ellington, Bubber Miley, 1927)
- Easter Parade (Irving Berlin, 1933)
- Easy Does It (M & T: Sy Oliver, Trummy Young, 1940)
- Easy Living (M: Ralph Rainger, T: Leo Robin, 1937)
- Easy Street (Alan Rankin Jones, 1941)
- Easy to Love (M & T: Cole Porter, 1936)
- Ecaroh (Horace Silver)
- Eccentric (M: J. Russel Robinson, 1912)
- Echoes of Harlem (Duke Ellington, 1936)
- Eclipse (Charles Mingus)
- Eh, La Bas (Traditional)
- Elsa (Earl Zindars)
- Embraceable You (M: George Gershwin, T: Ira Gershwin, 1930)
- Emily (M: Johnny Mandel, T: Johnny Mercer, 1964)
- The End of a Love Affair (M & T: Edward Redding, 1950)
- Endie (Louis Alter, Eddie DeLange)
- The Entertainer (Scott Joplin)
- Epistrophy (Thelonious Monk, Kenny Clarke, 1942)
- Equinox (John Coltrane, 1960)
- Erroll’s Theme (Erroll Garner)
- E. S. P. (Wayne Shorter, 1965)
- Ev’rything I Love (M & T: Cole Porter, 1941)
- Ev’rything I’ve Got (Belongs to You) (M: Richard Rodgers, T: Lorenz Hart, 1942)
- Ev’rytime We Say Goodbye (M & T: Cole Porter, 1944)
- Everyday I Have the Blues (M & T: Memphis Slim, 1950)
- Every Tub (Count Basie, Eddie Durham, 1938)
- Everybody Loves My Baby (But My Baby Don’t Love Nobody But Me) (M: Spencer Williams, T: Jack Palmer, 1924)
- Everything but You (M & T: Duke Ellington, Don George, Harry James, 1945)
- Everything Happens to Me (M: Matt Dennis, T: Tom Adair, 1941)
- Everything I Have Is Yours (M: Burton Lane, T: Harold Adamson, 1933)
- Evidence (Thelonious Monk, 1962)
- Exactly Like You (M: Jimmy McHugh, T: Dorothy Fields, 1930)

### F
- Falling in Love with Love (M: Richard Rodgers, T: Lorenz Hart, 1938)
- Fantastic, That’s You (M: George Gershwin, T: Ira Gershwin)
- Farewell Blues (M: Elmer Schoebel, Leon Rapollo, Paul Mares, 1922)
- Farewell to Storyville (M: Spencer Williams, T: Clarence Williams)
- Fascinating Rhythm (M: George Gershwin, T: Ira Gershwin, 1924)
- Felicidade (M: Antônio Carlos Jobim, Andre Salvet, T: Vinícius de Moraes, 1959)
- Fever (M & T: John Davenport, Eddie Cooley, 1956)
- 52nd Street Theme (Thelonious Monk, 1944)
- Fine and Dandy (M: Kay Swift, T: Paul James, 1930)
- Fine and Mellow (M & T: Billie Holiday, 1939)
- A Fine Romance (M: Jerome Kern, T: Dorothy Fields, 1936)
- Five Foot Two, Eyes of Blue (M: Ray Henderson, T: Sam M. Lewis und Joe Young, 1925)
- Five O’clock Whistle (M & T: Kim Gannon, William Irwin, Josef Myrow, 1940)
- 500 Miles High (Chick Corea)
- 502 Blues
- Flamenco Sketches (Bill Evans, Miles Davis)
- Flamingo (M: Theodor Grouya, T: Edmund Anderson, 1941)
- The Flat Foot Floogie (M & T: Slim Gaillard, Slam Stewart, Bud Green, 1938)
- A Flower Is a Lovesome Thing (Billy Strayhorn, 1944)
- Fly Me to the Moon (M & T: Bart Howard, 1954)
- Flying Home (M: Benny Goodman, Lionel Hampton, T: Sid Robin, 1940)
- A Foggy Day (M: George Gershwin, T: Ira Gershwin, 1930)
- The Folks Who Live on the Hill (M: Jerome Kern, T: Oscar Hammerstein II, 1937)
- Fools Rush In (M: Rube Bloom, T: Johnny Mercer, 1940)
- Footprints (M: Wayne Shorter, 1966, T: Gitte Buddig, 2008)
- For All We Know (M: J. Fred Coots, T: Sam M. Lewis, 1934)
- For Heaven’s Sake (M & T: Sherman Edwards, Donald Meyer, Elise Bretton, 1946)
- For Once in My Life (M. & T.: Ronald Miller, Orlando Murden)
- For Sentimental Reasons (M: William Best, T: Deek Watson, 1945)
- For You (M & T: Al Dubin, Joe Burke, 1930)
- Four (M: Miles Davis, T: Jon Hendricks, 1954)
- Four Brothers (Jimmy Giuffre, 1947)
- Four or Five Times (M: Byron Gay, T: Marco H. Hellman, 1927)
- Frankie and Johnny (Traditional)
- Freddie Freeloader (Miles Davis, 1959)
- Freedom Jazz Dance (M: Eddie Harris)
- Frenesi (M: Alberto Dominguez, T: Alberto Dominguez, Ray Charles, S. K. Russell, 1939)
- Froggie Moore (Jelly Roll Morton, Spike Brothers, 1918)
- From This Moment On (M & T: Cole Porter, 1950)
- Fun to Be Fooled (M: Harold Arlen, T: Ira Gershwin und E. Y. Harburg, 1934)

### G
- A Gal in Calico (M: Arthur Schwartz; T: Leo Robin, 1946)
- Gee Baby, Ain’t I Good to You? (M: Don Redman, T: Andy Razaf, Don Redman, 1929)
- Gentle Rain (M: Luiz Bonfá, T: Matt Dubey)
- Georgia on My Mind (M: Hoagy Carmichael, T: Stuart Gorrell, 1930)
- Georgia Swing (M: Jelly Roll Morton)
- Get Happy (M: Harold Arlen, T: Ted Koehler, 1930)
- Get Out of Town (M & T: Cole Porter, 1938)
- Ghost of a Chance (M: Victor Young, T: Bing Crosby, Ned Washington, 1932)
- Giant Steps (John Coltrane, 1960)
- Gimme a Little Kiss, Will Ya, Huh? (M & T: Maceo Pinkard, Roy Turk und Jack Smith, 1926)
- The Gipsy (Billy Reid)
- The Girl Friend (M: Richard Rodgers, T: Lorenz Hart, 1926)
- The Girl from Ipanema (Garota de Ipanema) (M: Antônio Carlos Jobim, T port.: Vinícius de Moraes, T engl.: Norman Gimbel, 1963)
- The Girls Go Crazy (Traditional)
- Girl of My Dreams (M & T: Sunny Klapp, 1927)
- Give My Regards to Broadway (M & T: George M. Cohan, 1904)
- Glad to Be Unhappy (M: Richard Rodgers, T: Lorenz Hart, 1936)
- Gloomy Sunday (M: Rezső Seress, T: Laszlo Javor, Sam M. Lewis, 1936)
- The Glory of Love (M & T: Bill Hill, 1936)
- Go Back Where You Stayed Last Night (M: Sidney Easton, Ethel Waters)
- God Bless the Child (M & T: Arthur Herzog Jr., Billie Holiday, 1939)
- Godchild (M: George Wallington, 1949)
- Goin’ to Chicago Blues (M & T: Count Basie, Jimmy Rushing, 1941)
- Golden Earrings (M: Victor Young; T: Jay Livingston, 1947)
- Gone with the Wind (M: Allie Wrubel, T: Herb Magidson, 1937)
- Good Bait (Count Basie, Tadd Dameron, 1944)
- The Good Life (La Belle Vie) (M: Sacha Distel, T: Jack Reardon, 1962)
- Good Morning Heartache (M & T: Dan Fisher, Irene Higginbotham, Ervin Drake, 1945)
- Goodbye (Gordon Jenkins, 1935)
- Goodbye Pork Pie Hat (Charles Mingus, 1959)
- Grandpa’s Spells (M: Jelly Roll Morton)
- Great Day (M: Vincent Youmans, T: Billy Rose, Edward Eliscu, 1929)
- Green Eyes (Aquellos Ojos Verdes) (M: Nilo Menendez, T span.: Adolfo Utrera, T engl.: Wolfe Gilbert, 1929)
- Greensleeves (Traditional)
- Groovin’ High (Dizzy Gillespie, 1944)
- Guess I’ll Hang My Tears Out to Dry (M: Jule Styne, T: Sammy Cahn, 1944)
- Guilty (M: Harry Akst, Richard A. Whiting, T: Gus Kahn, 1931)
- Gully Low Blues (Louis Armstrong)

### H
- Half Nelson (Miles Davis, 1948)
- Hallelujah! (M: Vincent Youmans, T: Clifford Grey, Leo Robin, 1927)
- Hallo, kleines Fräulein (Fred Oldörp, Werner Tautz, Bernhard Skodda)
- Happiness Is a Thing Called Joe (M: Harold Arlen, T: Yip Harburg, 1942)
- Harlem (Eddie Carroll, 1937)
- Harlem Nocturne (M: Earl Hagen, T: Dick Rogers, 1943)
- Harlequin (Wayne Shorter)
- Hard Hearted Hannah (M: Milt Ager, T: Jack Jellen, Bob Bigelow, Charles Bates, 1924)
- Harvard Blues (M: Count Basie, Tab Smith, T: George Frazier, 1942)
- Haunted Heart (M: Arthur Schwartz, T: Howard Dietz, 1948)
- Have You Met Miss Jones? (M: Richard Rodgers, T: Lorenz Hart, 1937)
- Havona (Jaco Pastorius)
- He’s Funny That Way (M: Neil Moret, T: Richard A. Whiting, 1928)
- Heart and Soul (M: Hoagy Carmichael, T: Frank Loesser, 1938)
- Heat Wave (M & T: Irving Berlin, 1933)
- Hello, Dolly! (M & T: Jerry Herman, 1964)
- Hear Me Talkin’ To You (Horace Silver, 1959)
- Here’s That Rainy Day (M: Jimmy Van Heusen, T: Johnny Burke, 1953)
- The High and the Mighty (Dimitri Tiomkin, Ned Washington)
- High Society (auch: High Society Rag) (Porter Steele, 1901)
- Hindustan (M&T: Oliver G. Wallace und Harold Weeks, 1918)
- Hit the Road to Dreamland (M: Harold Arlen, T: Johnny Mercer, 1942)
- Honey (I’m in Love with You) (Seymour Simons, Haven Gillespie und Richard A. Whiting, 1928)
- Honeydripper (Joe Liggins)
- Honeysuckle Rose (M: Fats Waller, T: Andy Razaf, 1929)
- Hootie Blues (Jay McShann, Charlie Parker, 1941)
- Hornin’ in (Thelonious Monk, 1947)
- Hot House (Tadd Dameron, 1945)
- A Hot Time in the Old Town Tonight (M: Theodore A. Metz, T: Joe Hayden, 1896)
- Hotter Than That (Lil Hardin)
- House Of Jade (Wayne Shorter)
- How About You? (M: Burton Lane, T: Ralph Freed, 1941)
- How Am I to Know? (M & T: Jack King, Dorothy Parker, 1929)
- How Could You Do a Thing Like That to Me (Allan Roberts, Tyree Glenn)
- How Deep Is the Ocean? (How High Is the Sky?) (M & T: Irving Berlin, 1932)
- How High the Moon (M: Morgan Lewis, T: Nancy Hamilton, 1940)
- How Insensitive (Insensatez) (M: Antônio Carlos Jobim, T port.: Vinícius de Moraes, T engl.: Norman Gimbel, 1963)
- How Long Has This Been Going On? (M: George Gershwin, T: Ira Gershwin, 1927)
- How Long, How Long Blues (Leroy Carr, 1929)
- How my Heart Sings (Earl Zindars)
- Humoresque (Antonín Dvořák, 1894)
- Hyena Stomp (M: Jelly Roll Morton)
- The Hymn (Charlie Parker, 1946)
- Hymn to Freedom (Oscar Peterson)

### I
- I Ain’t Gonna Give Nobody None o’ This Jelly-Roll (M&T: Spencer Williams, Clarence Williams, 1919)
- I Ain’t Got Nobody (and Nobody Cares for Me) (M: Spencer Williams, T: Roger Graham, 1915)
- I Ain’t Got Nothin’ but the Blues (M: Duke Ellington, T: Don George, 1944)
- I Believe in You (M & T: Frank Loesser, 1961)
- I Can’t Believe That You’re in Love with Me (M: Jimmy McHugh, T: Clarence Gaskill, 1926)
- I Can’t Escape from You (M: Richard A. Whiting, T: Leo Robin, 1936)
- I Can’t Get Started (M: Vernon Duke, T: Ira Gershwin, 1935)
- I Can’t Give You Anything but Love (M: Jimmy McHugh, T: Dorothy Fields, 1928)
- I Concentrate on You (M & T: Cole Porter, 1939)
- I Could Have Danced All Night (M: Frederick Loewe, T: Alan Jay Lerner, 1956)
- I Could Have Told You (M: Jimmy Van Heusen, T: Carl Sigman, 1954)
- I Could Write a Book (M: Richard Rodgers, T: Lorenz Hart, 1940)
- I Couldn’t Sleep a Wink Last Night (: Jimmy McHugh, T: Harold Adamson, 1943)
- I Cover the Waterfront (M: Johnny Green, T: Edward Heyman, 1933)
- I Cried for You (Arthur Freed, Abe Lyman, Gus Arnheim, 1923)
- I Didn’t Know About You (M: Duke Ellington, T: Bob Russell, 1944)
- I Didn’t Know What Time It Was (M: Richard Rodgers, T: Lorenz Hart, 1939)
- I Don’t Know Why (I Just Do) (M: Fred Ahlert, T: Roy Turk, 1931)
- (I Don’t Stand A) Ghost of a Chance (With You) (M: Victor Young, T: Bing Crosby, Ned Washington, 1932)
- I Fall in Love Too Easily (M: Jule Styne, T: Sammy Cahn, 1944)
- I Get a Kick Out of You (M & T: Cole Porter, 1934)
- I Get Along Without You Very Well (Except Sometimes) (M: Hoagy Carmichael, T: Jane Brown Thompson, 1939)
- I Get the Blues When It Rains (M&T: Marcy Klauber, Harry Stoddard, 1928)
- I Got a New Deal in Love (M: J. Russel Robinson, 1923)
- I Got It Bad (And That Ain’t Good) (M: Duke Ellington, T: Paul Francis Webster, 1941)
- I Got Plenty o’ Nuttin’ (M: George Gershwin, T: DuBose Heyward, Ira Gershwin)
- I Got Rhythm (M: George Gershwin, T: Ira Gershwin, 1930)
- I Gotta Right to Sing the Blues (M: Harold Arlen, T: Ted Koehler, 1932)
- I Guess I’ll Have to Change My Plan (M: Howard Dietz, T: Arthur Schwartz, 1924)
- I Hadn’t Anyone Till You (M & T: Ray Noble, 1938)
- I Have Only Eyes for You (M: Harry Warren, T: Al Dubin, 1934)
- I Hear a Rhapsody (M & T: George Fragos, Jack Baker, Dick Gasparre, 1940)
- I Hear Music (M: Frank Loesser, T: Burton Lane, 1940)
- I Kiss Your Hand, Madame (M: Ralph Erwin, T: Sam M. Lewis, Joe Young, 1929)
- I Know That You Know (M: Vincent Youmans, T: Anne Caldwell, 1926)
- I Know Why (And So Do You) (M+T: Mack Gordon, Harry Warren, 1941)
- I Let a Song Go Out of My Heart (M: Duke Ellington, T: Irving Mills, Henry Nemo, John Redmond, 1938)
- I Love Paris (M & T: Cole Porter, 1953)
- I Love You (M & T: Cole Porter, 1944)
- I Loves You, Porgy (M: George Gershwin, T: DuBose Heyward, Ira Gershwin, 1935)
- I Mean You (Thelonious Monk, 1947)
- I Must Have That Man (M: Jimmy McHugh, T: Dorothy Fields, 1928)
- I Never Knew (That Roses Grew) (M: Ted Fiorito, T: Gus Kahn, 1925)
- I Only Have Eyes for You (M: Harry Warren, T: Al Dubin, 1934)
- I Remember Clifford (Benny Golson, 1957)
- I Remember You (M: Victor Schertzinger, T: Johnny Mercer, 1942)
- (I Scream, You Scream, We All Scream for) Ice Cream (Howard Johnson, Billy Moll, Robert A. King, 1927)
- I See Your Face Before Me (M: Arthur Schwartz, T: Howard Dietz, 1937)
- I Should Care (M & T: Axel Stordahl, Paul Weston, Sammy Cahn, 1944)
- I Surrender Dear (M: Harry Barris, T: Gordon Clifford, 1931)
- I Thought About You (M: Jimmy Van Heusen, T: Johnny Mercer, 1939)
- I Thought I Hear Buddy Bolden Say (M: Jelly Roll Morton)
- I Want a Little Girl (M: Murray Mencher, T: Billy Moll, 1930)
- I Want to Be Happy (M: Vincent Youmans, T: Irving Caesar, 1924)
- I Want to Talk About You (M & T: Billy Eckstine, 1958)
- I Was Doin’ All Right (M: George Gershwin, T: Ira Gershwin, 1937)
- I Wish I Could Shimmy Like My Sister Kate (M: Clarence Williams, Armand Piron, 1915)
- I Wish I Knew (M: Harry Warren, T: Mack Gordon, 1945)
- I Wish You Love (M: Léo Chauliac, Charles Trenet, T: Albert Beach, Charles Trenet, 1942)
- I Wished on the Moon (M & T: Dorothy Parker, Ralph Rainger, 1935)
- I Wonder What’s Become of Sally (M: Milton Ager, T: Jack Yellen, 1924)
- I Wonder Who’s Kissing Her Now (M: Joe E. Howard, Harald Orlob, T: Will M. Hough, Frank R. Adams, 1909)
- I Won’t Dance (M: Jerome Kern, T: Dorothy Fields, Oscar Hammerstein II, Otto Harbach, Jimmy McHugh, 1935)
- I’ll Be Around (M & T: Alec Wilder, 1942)
- (I’ll Be Glad When You’re Dead) You Rascal You (M & T: Sam Theard, 1931)
- I’ll Be Seeing You (M: Sammy Fain, T: Irving Kahal, 1938)
- I’ll Close My Eyes (M: Billy Reid, T: Buddy Kaye, 1945)
- I’ll Get By (M: Fred E. Ahlert, T: Roy Turk, 1928)
- I’ll Never Be the Same (M: Matty Malneck, Frank Signorelli, T: Gus Kahn, 1932)
- I’ll Never Smile Again (M & T: Ruth Lowe, 1939)
- I’ll Never Stop Loving You (M: Nicholas Brodszky, T: Sammy Cahn 1955)
- I’ll Remember April (M: Don Raye, T: Gene De Paul, Patricia Johnston, 1941)
- I’ll String Along with You (M: Harry Warren, T: Al Dubin, 1934)
- I’ll Take Romance (M: Ben Oakland, T: Oscar Hammerstein II, 1937)
- I’m a Dreamer Aren’t We All
- I’m a Fool to Want You (Jack Wolf, Joel Herron, Frank Sinatra, 1951)
- I’m All Smiles (M: Michael, Leonard, T: Herbert Martin, 1965)
- I’m an Old Cowhand (From the Rio Grande) (M & T: Johnny Mercer, 1936)
- I’m Beginning to See the Light (M: Duke Ellington, Johnny Hodges, Harry James, T: Don George, 1944)
- I’m Coming Virginia (M: Donald Heywood, T: Will Marion Cook, 1927)
- I’m Confessin’ That I Love You (M: Ellis Reynolds, Doc Daugherty, T: Al J. Neiburg, 1930)
- I’m Crazy ’Bout My Baby (And My Baby’s Crazy ’Bout Me) (M: Fats Waller, T: Alex Hill, 1931)
- I’m Getting Sentimental Over You (M: George Bassman, T: Ned Washington, 1933)
- I’m Glad There Is You (In This World of Ordinary People) (M & T: Jimmy Dorsey, Paul Madeira, Paul Mertz, 1941)
- I’m Going Down to the River (Ray Charles)
- I’m Goin’ South (M&T: Abner Silver und Harry MacGregor Woods, 1924)
- I’m Gonna Sit Right Down and Write Myself a Letter (M: Fred Ahlert, T: Joe Young, 1935)
- I’m in the Mood for Love (M: Jimmy McHugh, T: Dorothy Fields, 1935)
- I’m in the Mood for Swing (Benny Carter, Spencer Williams)
- I’m Just a Lucky So and So (M: Duke Ellington, T: Mack David)
- I’m Just Wild About Harry (M: Eubie Blake, T: Noble Sissle, 1921)
- I’m Looking Over a Four Leaf Clover (M: Harry MacGregor Woods, T: Mort Dixon, 1927)
- I’m Old Fashioned (M: Jerome Kern, T: Johnny Mercer, 1942)
- I’m Pulling Through (M: Arthur Herzog Jr., T: Irene Kitchings)
- I’m Putting All My Eggs in One Basket (M & T: Irving Berlin, 1936)
- I’m Sitting on Top of the World (M: Ray Henderson, T: Sam M. Lewis und Joe Young, 1925)
- I’m Sorry I Made You Cry (M&T: N. J. Clesi, 1918)
- I’m Through with Love (M: Matty Malneck, Fud Livingston, T: Gus Kahn, 1931)
- I’se a Muggin’ (M & T: Stuff Smith, 1935)
- I’ve Found a New Baby (M & T: Jack Palmer, Spencer Williams, 1926)
- I’ve Got a Crush on You (M: George Gershwin, T: Ira Gershwin, 1930)
- I’ve Got a Feeling I’m Falling (M: Harry Link, Fats Waller, T: Billy Rose, 1929)
- I’ve Got My Love to Keep Me Warm (M & T: Irving Berlin, 1937)
- I’ve Got the World on a String (M: Harold Arlen, T: Ted Koehler)
- I’ve Got You Under My Skin (M & T: Cole Porter, 1936)
- I’ve Gotta Right to Sing the Blues (M: Harold Arlen, T: Ted Koehler, 1932)
- I’ve Grown Accustomed to Her Face (M: Frederick Loewe, T: Alan Jay Lerner, 1956)
- I’ve Had My Fun (Doing Down Slowly) (James Burke Oden)
- I’ve Never Been in Love Before (M & T: Frank Loesser, Paul Harris, 1950)
- I’ve Told Ev’ry Little Star (M: Jerome Kern; T: Oscar Hammerstein II, 1932)
- (I Scream, You Scream, We All Scream for) Ice Cream (Howard Johnson, Billy Moll, Robert A.K. King)
- Ictus (M: Carla Bley, 1961)
- Ida Lupino (M: Carla Bley, T: Karin Krog, 1964)
- Ida! Sweet as Apple Cider (M&T: Eddie Leonard, 1903)
- Idaho (M & T: Jesse Stone, 1941)
- If Dreams Come True (M: Benny Goodman, Edgar Sampson, T: Irving Mills, 1934)
- If I Could Be with You (One Hour Tonight) (M: James P. Johnson, T: Henry Creamer, 1926)
- If I Had You (M & T: James Campbell, Reginald Connelly, Ted Shapiro, 1928)
- If I Should Lose You (M: Ralph Rainger, T: Leo Robin, 1935)
- If I Were a Bell (M & T: Frank Loesser, 1950)
- If You Could See Me Now (M: Tadd Dameron, T: Carl Sigman, 1946)
- If You Knew Susie Like I Knew Susie (M&T: B. G. DeSylva und Joseph Meyer, 1924)
- If You Were Mine (M. Malneck/Johnny Mercer)
- Ill Wind (M: Harold Arlen, T: Ted Koehler, 1934)
- Imagination (M: Jimmy Van Heusen, T: Johnny Burke, 1939)
- Imagine (John Lennon, 1971)
- Impressions (John Coltrane, 1961)
- In a Mellow Tone, (M: Duke Ellington, T: Milt Gabler, 1940)
- In a Sentimental Mood (M: Duke Ellington, T: Irving Mills, Manny Kurtz, 1935)
- In a Shanty in Old Shanty Town (M&T: Joe Young, John Siras, Little Jack Little, 1932)
- In Love in Vain (M: Jerome Kern, T: Leo Robin)
- In My Merry Oldsmobile (M: Gus Edwards, T: Vincent P. Bryan, 1905)
- In the Mood (M: Joe Garland, T: Andy Razaf, 1939)
- In the Shade of the Old Apple Tree (M: Egbert Van Alstyne, T: Harry H. Williams, 1905)
- In the Still of the Night (M & T: Cole Porter, 1937)
- In the Wee Small Hours of the Morning (M: David Mann, T: Bob Hilliard, 1955)
- In Walked Bud (M & T: Thelonious Monk, 1948)
- In Your Own Sweet Way (Dave Brubeck, 1956)
- The Inchworm (M & T: Frank Loesser, 1952)
- Indian Summer (M: Victor Herbert, T: Al Dubin, 1919)
- (Back Home Again In) Indiana (M: James F. Hanley, T: Ballard McDonald, 1917)
- Invitation (M: Bronisław Kaper, T: Paul Francis Webster, 1952)
- Isfahan (Duke Ellington, Billy Strayhorn, 1964)
- Isn’t It Romantic (M: Richard Rodgers, T: Lorenz Hart, 1932)
- Isn’t This a Lovely Day? (M & T: Irving Berlin)
- Israel (M: John Carisi)
- It Ain’t Necessarily So (M: George Gershwin, T: Ira Gershwin, 1935)
- It All Depends on You (M: Ray Henderson, T: Buddy DeSylva, Lew Brown, 1926)
- It Could Happen to You (M: Jimmy Van Heusen, T: Johnny Burke, 1944)
- It Don’t Mean a Thing (If It Ain’t Got That Swing) (M: Duke Ellington, T: Irving Mills, 1932)
- It Had to Be You (M: Isham Jones, T: Gus Kahn, 1924)
- It Might as Well Be Spring (M: Richard Rodgers, T: Oscar Hammerstein II, 1945)
- It Never Entered My Mind (M: Richard Rodgers, T: Lorenz Hart, 1940)
- It Was a Very Good Year (Ervin M. Drake) (siehe Frank Sinatra, 1965)
- It’s a Blue World (M: Chet Forrest, T: Bob Wright, 1939)
- It’s a Wonderful World (M: Johnny Watson, Jan Savitt, T: Harold Adamson, 1939)
- It’s All Right with Me (M & T: Cole Porter, 1953)
- It’s Easy to Remember (And So Hard to Forget) (M: Richard Rodgers, T: Lorenz Hart, 1935)
- It’s June in January (Leo Robin, Ralph Rainger)
- It’s Like Reaching for the Moon (Al Sherman, Al Lewis, Gerald Marqusee)
- It’s Magic (M: Jule Styne, T: Sammy Cahn, 1948)
- It’s Only a Paper Moon (M: Harold Arlen, T: E.Y. Harburg, Billy Rose, 1933)
- It’s the Little Things That Mean So Much (M: Teddy Wilson, T: Harold Adamson)
- It’s the Talk of the Town (M: Jerry Levinson, T: Al J. Neiburg, Marty Symes, 1933)
- It’s Wonderful (M: Stuff Smith, T: Mitchell Parish, 1938)
- It’s You or No One (M: Jule Styne, T: Sammy Cahn, 1948)

### J
- Ja-Da (Bob Carleton, 1918)
- Jazz Lips (Lil Hardin)
- Jazz Me Blues (M & T: Tom Delaney, 1921)
- Jazzola (M: J. Russel Robinson, 1919)
- Jealous (M: Jack Little, T: Tommie Malie und Dick Finch, 1924)
- The Jeep Is Jumpin’ (M: Duke Ellington und Johnny Hodges, 1938)
- Jeepers Creepers (M: Harry Warren, T: Johnny Mercer, 1938)
- Jersey Bounce (M: Tiny Bradshaw, Edward Johnson, Bobby Plater, Robert B Wright, T: Robert B Wright, Buddy Feyne, 1941)
- Jim (M: Caeser Petrillo, Edward Ross, T: Nelson Shawn, 1941)
- Jingle Bells (James Lord Pierpont)
- Jitterbug Waltz (Fats Waller, 1942)
- Jive at Five (Count Basie, Sweets Edison, 1939)
- Jive Samba (Nat Adderley)
- The Jody Grind (Horace Silver)
- Johnny Come Lately (Billy Strayhorn, 1944)
- Joshua Fit the Battle of Jericho (M: Jay Roberts, T: Traditional)
- Joy Spring (M: Clifford Brown, T: Jon Hendricks, 1954)
- Jubilee (Stanley Adams, Hoagy Carmichael)
- The Juggler (Joe Zawinul)
- Jump for Joy (M: Duke Ellington, T: Sid Kuller, Paul Francis Webster, 1941)
- Jump Monk (Charles Mingus)
- Jumpin’ at the Woodside (M: Count Basie, T: Jon Hendricks, 1938)
- Jumpin’ with Symphony Sid (M: Lester Young, T: Buddy Feyne, 1949)
- June Night (M: Abel Baer, T: Cliff Friend, 1924)
- Jungle Blues (M: Jelly Roll Morton)
- Just A-Sittin’ And A-Rockin’ (M: Duke Ellington, Billy Strayhorn, T: Lee Gaines, 1945)
- Just a Closer Walk with Thee (Traditional)
- Just a Gigolo (M: Leonello Casucci, T: Julius Brammer, Irving Caesar, 1930)
- Just a Memory (M: Ray Henderson, T: Lew Brown, Buddy DeSylva, 1927)
- Just Friends (M: John Klenner, T: Sam M. Lewis, 1931)
- Just in Time (M: Jule Styne, T: Betty Comden, Adolph Green)
- Just One of Those Things (M & T: Cole Porter, 1935)
- Just Squeeze Me (But Don’t Tease Me) (M: Duke Ellington, T: Lee Gaines, 1941)
- Just Wait Till You See My Baby Do The Charleston (John Simmons, Clarence Todd, Clarence Williams)
- Just You, Just Me (M: Jesse Greer, T: Raymond Klages)

### K
- K. C. Blues (Charlie Parker)
- Kansas City (M: Jerry Leiber, T: Mike Stoller, 1952)
- Kansas City Stomps (M: Jelly Roll Morton)
- (Keep Your) Sunny Side Up (M: Ray Henderson, T: B. G. DeSylva und Lew Brown, 1929)
- Keepin’ Out of Mischief Now (M: Fats Waller, T: Andy Razaf, 1932)
- Keyhole Blues (Louis Armstrong)
- Killer Joe (M: Benny Golson)
- Kim (Charlie Parker)
- King Porter Stomp: (M: Jelly Roll Morton, T: Sonny Burke, Sid Robin, 1905)
- Kiss Me Baby (Ray Charles)
- A Kiss to Build a Dream On (M: Harry Ruby, T: Bert Kalmar, Oscar Hammerstein II 1951)
- Klact-Oveeseds-Tene (Charlie Parker)
- Ko-Ko (Duke Ellington, 1940)
- Kokomo (Floyd Wilson, Cole Porter)

### L
- La Fiesta (M: Chick Corea)
- La Mer (M: Charles Trenet)
- La Samba (M: Ray Obiedo, Andy Narell)
- Ladies in Mercedes (M: Steve Swallow, T: Norma Winstone, 1984)
- Lady Bird (M: Tadd Dameron, 1947)
- The Lady Is a Tramp (M: Richard Rodgers, T: Lorenz Hart, 1937)
- Lady Sings the Blues (Herbie Nichols)
- Lament (M: Jay Jay Johnson, 1954)
- Las Vegas Tango (M: Gil Evans)
- Last Night on the Back Porch (M: Carl Schraubstader, T: Lew Brown, 1923)
- Last Night When We Were Young (M: Harold Arlen, T: Yip Harburg, 1937)
- Laughing at Life (M: C. Todd)
- Laura (M: David Raksin, T: Johnny Mercer, 1945)
- Laurie (M: Bill Evans)
- Lawns (Carla Bley)
- Lazy (M&T: Irving Berlin, 1924)
- Lazy Afternoon (M: Jerome Moross, T: John Latouche, 1954)
- Lazy Bird (M: John Coltrane)
- Lazy River (M & T: Hoagy Carmichael, Sidney Arodin, 1931)
- Lester Leaps In (Lester Young, 1940)
- Let Me off Uptown (M & T: Earl Bostic, Redd Evans, 1941)
- Let It Snow (M: Jule Styne, T: Sammy Cahn, 1945)
- Let the Rest of the World Go By (M: Ernest R. Ball, T: J. Keirn Brennan, 1919)
- Let Yourself Go (M&T: Irving Berlin, 1936)
- Let’s Call the Whole Thing off (M: George Gershwin, T: Ira Gershwin, 1936)
- Let’s Call This (Thelonious Monk)
- Let’s Cool One (Thelonious Monk)
- Let’s Dance (M: Gregory Stone, Joseph Bonine, T: Fanny Baldridge, 1935)
- Let’s Do It (Let’s Fall in Love) (Cole Porter, 1928)
- Let’s Face the Music and Dance (Irving Berlin, 1935)
- Let’s Get Away from It All (M: Tom Adair, T: Matt Dennis, 1941)
- Let’s Get Lost (M: Arthur Schwartz; T: Frank Loesser, 1943)
- ’leven-Thirty Saturday Night (M&T: Earl Burtnett, Bell Grantham, Jess Kirkpatrick, 1930)
- Life Goes to a Party (Benny Goodman, Harry James)
- Like Someone in Love (M: Jimmy Van Heusen, T: Johnny Burke, 1944)
- Limehouse Blues (M: Philip Braham, T: Douglas Furber, 1922)
- Linger Awhile (M: Vincent Rose, T: Harry Owens, 1923)
- Little B’s Poem (M: Bobby Hutcherson)
- Little Girl Blue (M: Richard Rodgers, T: Lorenz Hart, 1935)
- Little Lawrence (M: Jelly Roll Morton)
- Little Niles (M: Randy Weston)
- Little Pal (M: Ray Henderson, T: Lew Brown, Buddy DeSylva, 1929)
- Little Rootie Tootie (Thelonious Monk)
- Little Sunflower (M: Freddie Hubbard)
- Little Waltz (M & T: Ron Carter)
- Little White Lies (M & T: Walter Donaldson, 1930)
- Livin’ High (Alexander Belledna, Maceo Pinkard)
- Liza (All the Clouds’ll Roll Away) (M: George Gershwin, T: Ira Gershwin, Gus Kahn, 1929)
- Lonely Woman (M & T: Ornette Coleman)
- Lonesome Road (M: Nat Shilkret, Gene Austin, 1928)
- Long Ago (and Far Away) (M: Jerome Kern, T: Ira Gershwin, 1944)
- Long as You Know You’re Living Yours (M: Keith Jarrett)
- Lonnie’s Lament (M: John Coltrane)
- Look for the Silver Lining (M: Jerome Kern, T: Buddy DeSylva, 1920)
- The Look of Love (M: Burt Bacharach, T: Hal David, 1967)
- Look to the Rainbow (M: Burton Lane; T: Yip Harburg, 1947)
- Look to the Sky (M: Antônio Carlos Jobim)
- Lost in the Stars (M: Kurt Weill, T: Maxwell Anderson, 1949)
- Lotus Blossom (Billy Strayhorn, 1947)
- Louise (M&T: Leo Robin & Richard A. Whiting, 1929)
- Love Dance (M & T: Ivan Lins, Vitor Martins, Paul Williams, 1980)
- Love for Sale (M & T: Cole Porter, 1930)
- (Our) Love Is Here to Stay (M: George Gershwin (unvollendet), ergänzt von Vernon Duke, T: Ira Gershwin, 1938)
- Love Is Just Around the Corner (M: Lewis Gensler, T: Leo Robin, 1934)
- (Love Is) The Tender Trap (M: Jimmy Van Heusen, T: Sammy Cahn, 1955)
- Love Letters (M: Victor Young, T: Edward Heyman, 1945)
- Love Letters in the Sand (M: J. Fred Coots, T: Nick und Charles Kenny, 1931)
- Love Lies (M: Carl Sigman, T: Joseph Meyer)
- Love Me or Leave Me (M: Walter Donaldson, T: Gus Kahn, 1928)
- Love Walked in (M: George Gershwin, T: Ira Gershwin, 1937)
- Love You Madly (M & T: Duke Ellington, Billy Strayhorn, 1950)
- Loveless Love (M & T: Spencer Williams, W. C. Handy, 1921)
- Lovely Weather We Having (Devries, Buskin)
- Lover (M: Richard Rodgers, T: Lorenz Hart, 1932)
- Lover, Come Back to Me (M: Sigmund Romberg, T: Oscar Hammerstein II, 1928)
- Lover Man (Oh, Where Can You Be) (M & T: Jimmy Davis, Jimmy Sherman, Roger Ramirez, 1942)
- Lovin’ Sam (The Sheik of Alabam) (M: Milton Ager, T: Jack Yellen, 1922)
- Lucky Day (M: Ray Henderson, T: Buddy DeSylva, Lew Brown, 1926)
- Lullaby (Rosemary’s Baby) (M: Krzysztof Komeda, T: Gitte Buddig)
- Lullaby In Rhythm (T: Walter Hirsch, M: Clarence Profit, Edgar Sampson, Benny Goodman)
- Lullaby of Birdland (M: George Shearing, T: George David Weiss, 1952)
- Lullaby of Broadway (M: Harry Warren, T: Al Dubin, 1935)
- Lullaby of the Leaves (M: Berencie Betkere, T: Joe Young, 1932)
- Lulu’s Back in Town (M: Harry Warren, T: Al Dubin, 1935)
- Lush Life (M & T: Billy Strayhorn, 1949)

### M
- Ma! (He’s Making Eyes at Me) (M: Con Conrad, T: Sidney Clare, 1921)
- Mack the Knife (Die Moritat von Mackie Messer) (M: Kurt Weill, T dt.: Bertolt Brecht T engl.: Marc Blitzstein, 1928)
- Mahagony Hall Stomp (Spencer Williams)
- Maiden Voyage (Herbie Hancock, 1965)
- Main Stem (Duke Ellington, 1942)
- Make Believe (M: Jerome Kern, T: Oscar Hammerstein II, 1927)
- Make Me a Pallet on the Floor (Traditional)
- Makin’ Whoopee (M: Walter Donaldson, T: Gus Kahn, 1928)
- Mambo Carmel (Erroll Garner)
- The Man from the South (M&T: Rube Bloom, Harry Woods, 1930)
- The Man I Love (M: George Gershwin, T: Ira Gershwin, 1924)
- The Man that Got Away (M: Harold Arlen, T: Ira Gershwin, 1954)
- Manhã de Carnaval (M: Luiz Bonfá, T: Antonio Maria, 1964)
- Manhattan (M: Richard Rodgers, T: Lorenz Hart, 1925)
- Mannenberg (Abdullah Ibrahim, 1974)
- Manteca (Dizzy Gillespie, Gil Fuller, 1948)
- Maple Leaf Rag (Scott Joplin, Jule Styne, Bob Russell, 1899)
- Margie (M: Con Conrad, J. Russel Robinson, T: Benny Davis, 1930)
- Maria (M: Leonard Bernstein, T: Stephen Sondheim, 1957)
- Marie (M & T: Irving Berlin, 1928)
- Marmaduke (Charlie Parker)
- Mary Lou (M: J. Russel Robinson)
- Mas que nada (M & T: Jorge Ben, 1963)
- (I’m Afraid) The Masquerade Is Over (M: Allie Wrubel, T: Herbert Magidson, 1938)
- May Dance (Dave Holland)
- Maybe You’ll Be There (M: Rube Bloom, T: Sammy Gallop, 1947)
- Me and My Shadow (M: Dave Dreyer, T: Billy Rose, 1927)
- Mean to Me (M & T: Roy Turk, Fred E. Ahlert, 1929)
- Meaning of the Blues (M: Bobby Troup, T: Leah Worth, 1957)
- Meditation (M: Antônio Carlos Jobim, T port.: Newton Mendonça, T engl.: Norman Gimbel, 1962)
- Meet Me Where They Play the Blues (Sammy Gallop, Steve Allen)
- Melancholy Blues (Walter Melrose, Marty Bloom)
- Memories of You (M: Eubie Blake, T: Andy Razaf, 1930)
- Memphis Blues (M: W. C. Handy, T: George A. Norton, 1912)
- Mercy, Mercy, Mercy (Joe Zawinul, 1966)
- Message in a Bottle (Sting, 1979)
- Midnight Sun (M: Sonny Burke, T: Johnny Mercer, 1947)
- The Midnight Sun Will Never Set (Dorcas Cochran, Henri Salvador, Quincy Jones)
- Mighty Lak’ a Rose (M: Ethelbert Nevin, T: Frank Lebby Stanton)
- Milenberg Joys (Leon Roppolo, Paul Mares, Jelly Roll Morton, 1923)
- Milestones (Miles Davis, 1958)
- Minority (M: Gigi Gryce)
- Mis'ry and the Blues (M: Charlie LaVere)
- Mississippi Basin (Reginald Foresythe, Andy Razaf)
- Miss Otis Regrets (She’s Unable to Lunch Today) (Cole Porter, 1934)
- Misterioso (Thelonious Monk, 1959)
- Misty (M: Erroll Garner, T: Johnny Burke, 1954)
- Moanin’ (M: Bobby Timmons, T: Jon Hendricks, 1959)
- Moanin’ Low (M: Ralph Rainger, T: Howard Dietz, 1929)
- Moment’s Notice (John Coltrane, 1957)
- A Monday Date (M: Earl Hines, T: Sid Robin, 1928)
- Monk’s Dream (Thelonious Monk, 1962)
- Monk’s Mood (Thelonious Monk, 1946)
- Montmartre (M: Dexter Gordon, T: Gitte Buddig)
- The Mooche (Duke Ellington, Irving Mills, 1929)
- Mood Indigo (M: Barney Bigard, Duke Ellington, T: Irving Mills)
- Moon and Sand (Alec Wilder)
- Moon Dreams (C. McGregor, Johnny Mercer)
- Moon River (M: Henry Mancini, T: Johnny Mercer, 1961)
- Moonglow (M & T: Eddie DeLange, Irving Mills, Will Hudson, 1934)
- Moonlight Becomes You (M: Jimmy Van Heusen, T: Johnny Burke, 1942)
- Moonlight in Vermont (M: Karl Suessdorf, T: John Blackburn, 1944)
- Moonlight on the Ganges (M: Sherman Myers, T: Chester Wallace, 1926)
- Moonlight Serenade (M: Glenn Miller, T: Mitchell Parish, 1939)
- Moose the Mooche (Charlie Parker, 1946)
- More (M & T: Marcello Ciorciolini, Riziero Ortolani, Nino Oliviero, Norman Newell, 1963)
- The More I See You (M: Harry Warren, T: Mack Gordon, 1945)
- More Than You Know (M: Vincent Youmans, T: Billy Rose, Edward Eliscu, 1929)
- Moten Swing (Bennie Moten, Buster Moten)
- Mother of Earl (Earl Zindars)
- Mountain Greenery (M: Richard Rodgers, T: Lorenz Hart, 1926)
- Move (Denzil Best, 1949)
- Mr. P. C. (M: John Coltrane)
- Muggles (Louis Armstrong, Earl Hines)
- The Music Goes ’Round and ’Round (Eddie Farley, Mike Riley, Red Hodgson)
- Muskrat Ramble (M: Kid Ory, T: Ray Gilbert, 1926)
- My Baby Just Cares for Me (M: Walter Donaldson, T: Gus Kahn, 1930)
- My Blue Heaven (M: Walter Donaldson, T: Richard A. Whiting, 1927)
- My Bucket’s Got a Hole in It (Hank Williams)
- My Buddy (M: Walter Donaldson, T: Gus Kahn, 1922)
- My Favourite Things (M: Richard Rodgers, T: Oscar Hammerstein II, 1959)
- My Foolish Heart (M: Victor Young, T: Ned Washington, 1949)
- My Funny Valentine (M: Richard Rodgers, T: Lorenz Hart, 1937)
- My Gal Sal (M & T: Paul Dresser)
- My Heart Belongs to Daddy (M & T: Cole Porter, 1938)
- My Heart Stood Still (M: Richard Rodgers, T: Lorenz Hart, 1927)
- My Honey’s Lovin’ Arms (M: Joseph Meyer, T: Herman Ruby, 1922)
- My Ideal (M: Newell Chase, Richard A. Whiting, T: Leo Robin, 1930)
- My Man (M: Maurice Yvain, T: Channing Pollock, Jacques Charles, Albert Willemetz, 1921)
- My Man’s Gone Now (M: George Gershwin, T: DuBose Heyward, 1935)
- My Melancholy Baby (M: Ernie Burnett, T: George Norton, 1911)
- My Old Flame (M & T: Arthur Johnston, Sam Coslow, 1934)
- My One And Only Love (M & T: Guy B. Wood, Robert Mellin, 1953)
- My Romance (M: Richard Rodgers, T: Lorenz Hart, 1935)
- My Shining Hour (M: Harold Arlen, T: Johnny Mercer, 1943)
- My Ship (M: Kurt Weill, T: Ira Gershwin, 1941)
- My Song (M: Keith Jarrett, 1978)
- My Sweet Hunk O’Trash (Flournoy E. Miller, Max Kortlander)
- My Sweetie Went Away (M: Lou Handman, T: Roy Turk, 1923)
- My Way (M & T: Claude François, Jacques Revaux, Gilles Thibault & Paul Anka)

### N
- Nagasaki (: Harry Warren, T: Mort Dixon, 1928)
- Naima (Jazz-Titel) (John Coltrane, 1960)
- Nancy with the Laughing Face (M: Jimmy Van Heusen, T: Phil Silvers, 1944)
- Nardis (Miles Davis, wahrscheinlich aber Bill Evans, 1959)
- Nature Boy (M & T: Eden Ahbez, 1948)
- The Nearness of You (M: Hoagy Carmichael, T: Ned Washington, 1937)
- Nefertiti (Wayne Shorter, 1968)
- Never Let Me Go (Jay Livingston & Raymond Evans)
- New Orleans (Hoagy Carmichael, 1932)
- New Orleans Function, Kombination aus Flee as a Bird (trad.) und Oh Didn’t He Ramble (W. C. Handy)
- New York, New York (Fred Ebb, John Kander)
- Nica’s Dream (Horace Silver, 1954)
- Nice Work If You Can Get It (M: George Gershwin, T: Ira Gershwin, 1937)
- Night and Day (M & T: Cole Porter, 1932)
- Night in Tunisia (M: Dizzy Gillespie, Frank Paparelli, T: Jon Hendricks, 1942)
- Night Train (M & T: Jimmy Forrest, Lewis Simpkins, Oscar Washington, 1952)
- The Night We Called It a Day (M: Matt Dennis, T: Tom Adair)
- A Nightingale Sang in Berkeley Square (M & T: Eric Maschwitz, Manning Sherwin, Jack Strachey, 1940)
- 9:20 Special (Earl Warren, 1941)
- No Moon at All (M: David A. Mann, T: Redd Evans, 1947)
- No More (M: Toots Camarata, T: Bob Russell, 1944)
- Nobody Else but Me (M: Jerome Kern, T: Oscar Hammerstein II, 1946)
- Nobody Knows the Trouble I’ve Seen (Traditional)
- Nobody Knows You When You’re Down and Out (Jimmy Cox, 1923)
- Nobody's Fault but Mine (Traditional)
- Nobody’s Sweetheart Now (M & T: Billy Meyers, Elmer Schoebel, Ernie Erdman, Gus Kahn, 1924)
- Noreen’s Nocturne (Oscar Peterson)
- Now I Know (M: Harold Arlen; T: Ted Koehler 1944)
- Now It Can Be Told (M & T: Irving Berlin, 1938)
- Now’s the Time (Charlie Parker, 1945)
- Nuages (Django Reinhardt, 1940)

### O
- The Object of My Affection (M: Pinky Tomlin, T: Coy Poe, Jimmie Grier, 1934)
- Oh! Gee, Oh! Gosh, Oh! I’m in Love (M: Ernest Breuer, T: Ole Olsen, Chic Johnson, 1923)
- Off Minor (Thelonious Monk, 1947)
- Oge (Terry Gibbs)
- Oh! By Jingo! (M: Albert Von Tilzer, T: Lew Brown, 1919)
- Oh, Lady Be Good! (M: George Gershwin, T: Ira Gershwin, 1924)
- Oh! Look at Me Now (M: Joe Bushkin, T: John DeVries, 1941)
- Oh, What It Seemed to Be (M&T: George David Weiss, Bennie Benjamin, Frankie Carle, 1945)
- Oh! You Beautiful Doll (M: Nat D. Ayer, T: A. Seymour Brown, 1911)
- Oh You Crazy Moon (M: Jimmy Van Heusen, T: Johnny Burke, 1939)
- Alright, Okay, You Win (M & T: Mayme Watts, Sid Wyche, 1955)
- Ol’ Man Rebop (Floyd Wilson)
- Ol’ Man River (M: Jerome Kern, Oscar Hammerstein II, 1927)
- Old Devil Moon (M: Burton Lane, T:E. Y. Harburg, 1946)
- Old Fashioned Love (M & T: Cecil Mack & James P. Johnson, 1923)
- Old Folks (M: Willard Robison, T: Dedette Lee Hill, 1938)
- Ole Buttermilk Sky (M: Hoagy Carmichael, T: Jack Brooks, 1946)
- Oleo (Sonny Rollins, 1963)
- On a Clear Day (You Can See Forever) (M: Burton Lane, T: Alan Jay Lerner, 1966)
- On a Little Street in Singapore (M & T: Peter DeRose und Billy Hill, 1938)
- On a Slow Boat to China (M & T: Frank Loesser, 1948)
- On Green Dolphin Street (M: Bronisław Kaper, T: Ned Washington, 1947)
- On the Alamo (M: Isham Jones, T: Gus Kahn, 1922)
- On the Sentimental Side (Johnny Burke, James V. Monaco)
- On the Street Where You Live (M: Frederick Loewe, T: Alan Jay Lerner, 1956)
- On the Sunny Side of the Street (M: Jimmy McHugh, T: Dorothy Fields, 1930)
- On the Trail (Ferde Grofé, 1933)
- Once I Loved (O Amor En Paz) (M: Antônio Carlos Jobim, T port.: Vinícius de Moraes, T engl.: Ray Gilbert, 1963)
- Once in a While (M: Michael Edwards, T: Bud Green, 1919)
- One Bass Hit (Dizzy Gillespie, Gil Fuller, Ray Brown)
- One Finger Snap (Herbie Hancock)
- One for My Baby (And One More for the Road) (M: Harold Arlen, T: Johnny Mercer, 1943)
- The One I Love Belongs to Somebody Else (M: Isham Jones, T: Gus Kahn, 1924)
- One Note Samba (Samba de Uma Nota Só) (M: Antônio Carlos Jobim, T: Newton Mendonça, 1959)
- One O’clock Jump (M & T: Count Basie, 1938)
- Oop-Bop Sh’Bam (Dizzy Gillespie)
- Ornithology (M: Charlie Parker, Benny Harris, 1946)
- Opus One (M: Sy Oliver, T: Sid Garris, 1943)
- Organ Grinder’s Swing (M: Will Hudson, T: Irving Mills, Mitchell Parish, 1936)
- Original Dixieland One-Step (Ray Lopez, Alcide Nunez, 1917)
- Original Jelly Roll Blues (Jelly Roll Morton, 1915)
- (Our) Love Is Here to Stay (M: George Gershwin, T: Ira Gershwin, 1938)
- Ory's Creole Trombone (M: Kid Ory, 1921)
- Our Monday Date (M: Earl Hines, T: Sid Robin, 1928)
- Out of Nowhere (M: Johnny Green, T: Edward Heyman, 1931)
- Out of This World (M: Harold Arlen, T: Johnny Mercer, 1944)
- Over the Rainbow (M: Harold Arlen, T: E. Y. Harburg, 1938)
- Ow! (Dizzy Gillespie, 1947)

### P
- P.S. I Love You (M: Gordon Jenkins, T: Johnny Mercer, 1934)
- Pack Up Your Sins and Go to the Devil (M&T: Irving Berlin, 1922)
- Pagan Love Song (M: Nacio Herb Brown, T: Arthur Freed, 1929)
- Palesteena (M: J. Russel Robinson, T: Con Conrad 1920)
- Palladium (Wayne Shorter)
- Pannonica (Thelonious Monk, 1958)
- Papa De-Da-Da (Clarence Williams, Clarence Todd)
- Parker’s Mood (Charlie Parker, 1948)
- Passion Flower (Billy Strayhorn, 1944)
- Peace (Horace Silver, 1959)
- The Peacocks (Jimmy Rowles, 1975)
- The Peanut Vendor (El Manicero) (M: Moisés Simón, T: Marion Sunshine, Wolfe Gilbert, 1928)
- Peggy’s Blue Skylight (Charles Mingus, 1961)
- Pennies from Heaven (M: Arthur Johnston, T: Johnny Burke, 1936)
- Pent Up House (Sonny Rollins)
- Penthouse Serenade (M & T: Val Burton, Will Jason, 1931)
- People (M: Jule Styne, T: Bob Merrill, 1963)
- Perdido (M: Juan Tizol, T: Hans Jan Lengsfelder, Ervin Drake, 1942)
- Perdido Street Blues (M: Lil Hardin Armstrong, 1926)
- Petite fleur (M: Sidney Bechet, Fernand Bonifay)
- Pick Yourself Up (M: Jerome Kern, T: Dorothy Fields, 1936)
- Pinetop’s Boogie Woogie (Clarence Smith, 1928)
- (The) Pearls (M: Jelly Roll Morton)
- Please Be Kind (M&T: Sammy Cahn, Saul Chaplin, 1938)
- Please Don’t Talk About Me When I’m Gone (M: Sam H. Stept, T: Sidney Clare, 1930)
- Please Send Me Someone to Love (M & T: Percy Mayfield, 1950)
- (Please) Do It Again (M: George Gershwin, T: Buddy DeSylva, 1922)
- Poinciana (M: Nat Simon, T: Buddy Bernier, 1936)
- Polka Dots and Moonbeams (M: Jimmy Van Heusen, T: Johnny Burke, 1940)
- Poor Butterfly (M: Raymond Hubbell, T: John L. Golden, 1916)
- Potato Head Blues (Louis Armstrong)
- A Precious Little Thing Called Love (M: J. Fred Coots, T: Lou Davis, 1930)
- Prelude to a Kiss (M: Duke Ellington, T: Irving Mills, Mack Gordon, 1938)
- Pretty Lil (M: Jelly Roll Morton)
- Prince Of Darkness (Wayne Shorter)
- Prisoner of Love (M: Clarence Gaskill, Russ Columbo, T: Leo Robin, 1931)
- Prohibido (Benny Carter)
- Put ’Em Down Blues (Louis Armstrong)
- Put on Your Old Grey Bonnet (M&T: Stanley Murphy, Percy Wenrich, 1909)
- Put Your Arms Around Me, Honey (M: Albert Von Tilzer, T: Junie McCree, 1910)
- Puttin’ on the Ritz (Irving Berlin, 1929)

### Q
- Quasimodo (Charlie Parker)
- Que Pasa? (Horace Silver)
- Quicksilver (Horace Silver)
- Quiet Nights of Quiet Stars (Corcovado) (M: Antônio Carlos Jobim, T engl.: Gene Lees, 1962)

### R
- Raincheck (Billy Strayhorn, 1942)
- Raindrops Keep Fallin’ on My Head (Hal David, Burt Bacharach, 1969)
- Red Hot Pepper Stomp (M: Jelly Roll Morton)
- Red Sails in the Sunset (M: Hugh Williams, T: Jimmy Kennedy, 1935)
- Red Top (M & T: Ben Kynard, Lionel Hampton, 1947)
- Reefer Man (M: J. Russel Robinson, 1932)
- Reflections (Thelonious Monk, 1952)
- Relaxin’ at Camarillo (Charlie Parker, 1947)
- A Remark You Made (Joe Zawinul, 1977)
- Remember (M & T: Irving Berlin, 1925)
- Rhythm-A-Ning (Thelonious Monk, 1958)
- Ring Dem Bells (M: Duke Ellington, T: Irving Mills, 1930)
- Riverboat Shuffle (M: Hoagy Carmichael, T: Irving Mills, Mitchell Parish, Dick Voynow, 1929)
- Robbin’s Nest (Sir Charles Thompson, Illinois Jacquet, 1947)
- Rock-a-Bye Your Baby with a Dixie Melody (Jean Schwartz, Joe Young, Sam M. Lewis)
- Rock Bottom (Benny Carter)
- Rocker (Gerry Mulligan)
- Rockin’ Chair (M & T: Hoagy Carmichael, 1929)
- Rockin’ in Rhythm (M & T: Duke Ellington, Harry Carney, Irving Mills, 1930)
- Rocks in My Bed (M & T: Duke Ellington, 1941)
- Rose of Washington Square (M: James F. Hanley, T: Ballard MacDonald, 1920)
- Rose Room (M & T: Art Hickman, Harry Williams, 1917)
- ’Round Midnight (M: Cootie Williams, Thelonious Monk, T: Bernie Hanighen, 1944)
- Route 66 (M & T: Bobby Troup, 1946)
- Row, Row, Row (M: James V. Monaco, T: William Jerome, 1912)
- Royal Garden Blues (M & T: Clarence Williams, Spencer Williams, 1919)
- Ruby (M: Heinz Roemheld, T: Mitchell Parish, 1953)
- Ruby, My Dear (Thelonious Monk, 1945)
- Runnin’ Wild (M: Arthur Gibbs, T: Joe Grey, Leo Wood, 1922)
- Russian Lullaby (M & T: Irving Berlin, 1927)

### S
- ’S Wonderful (M: George Gershwin, T: Ira Gershwin)
- S. O. L. Blues (Louis Armstrong)
- Salt Peanuts (Dizzy Gillespie, Kenny Clarke, 1941)
- Samba de Uma Nota Só (One Note Samba) (M: Antônio Carlos Jobim, T: Newton Mendonça, 1959)
- Santa Claus Is Coming to Town (M: J. Fred Coots, T: Haven Gillespie, 1935)
- Satchel Mouth Swing (Louis Armstrong, Clarence Williams)
- Satin Doll (M: Duke Ellington, Billy Strayhorn, T: Johnny Mercer, 1953)
- Sapho Rag (M: J. Russel Robinson)
- Savoy Blues (Kid Ory)
- Say It Isn’t So (M & T: Irving Berlin, 1932)
- Scrapple from the Apple (Charlie Parker)
- Sea Journey (M: Chick Corea, 1973)
- Second Hand Rose (M: James F. Hanley, T: Grant Clarke, 1921)
- The Second Time Around (M: Jimmy Van Heusen, T: Sammy Cahn, 1960)
- Secret Love (M: Sammy Fain, T: Paul Francis Webster, 1953)
- See See Rider (M & T: Ma Rainey, 1943)
- Send in the Clowns (M & T: Stephen Sondheim, 1973)
- Sent for You Yesterday (M & T: Count Basie, Eddie Durham, Jimmy Rushing, 1938)
- A Sentimental Blues (William York)
- Sentimental Journey (M & T: Les Brown, Ben Homer, Bud Green, 1944)
- September Song (M: Kurt Weill, T: Maxwell Anderson, 1938)
- September in the Rain (Harry Warren, Al Dubin, 1937)
- Serenade in Blue (M: Harry Warren, T: Mack Gordon, 1942)
- Serenade to a Shylock (M: Scott Joplin)
- Serenata (M: Leroy Anderson, T: Mitchell Parish, 1949)
- Seven Come Eleven (Benny Goodman, Charlie Christian, 1940)
- The Shadow of Your Smile (M: Johnny Mandel, T: Paul Francis Webster, 1965)
- Shaw ’Nuff (Dizzy Gillespie, Ray Brown, Gil Fuller, 1945)
- She’s Funny That Way (M: Neil Morét, T:Richard A. Whiting, 1928)
- Sheik of Araby (M: Ted Snyder, T: Francis Wheeler, Harry Beasley Smith, 1921)
- Shine (M: Ford Dabney, T: Cecil Mack, Lew Brown, 1910)
- Shine on, Harvest Moon (M: Maurice K. Jerome)
- Shiny Stockings (M & T: Frank Foster, 1956)
- Shoe Shine Boy (M: Saul Chaplin, T: Sammy Cahn, 1936)
- Shoe Shiner's Drag (M: Jelly Roll Morton)
- Show Me the Way to Go Home (M&T: Reginald Connelly & Jimmy Campbell, 1929)
- Sidewalk Blues (M: Jelly Roll Morton)
- Sidewinder (Lee Morgan, 1959)
- Silence (Charlie Haden)
- Since I Fell for You (M & T: Buddy Johnson, 1948)
- Sing Me Softly of the Blues (Carla Bley, 1965)
- Sing, Sing, Sing (With A Swing) (M, T: Louis Prima, 1936)
- Singin’ in the Rain (M: Nacio Herb Brown, T: Arthur Freed, 1929)
- Singin' the Blues (M: J. Russel Robinson)
- Sir Duke (M & T: Stevie Wonder)
- Sister Sadie (Horace Silver, 1959)
- Sittin’ on the Top of the World (Now She’s Gone) (Walter Jacobs, Lonnie Carter)
- Skid-Dat-De-Dat (Lil Hardin)
- Skylark (M: Hoagy Carmichael, T: Johnny Mercer, 1941)
- Sleep (M&:T: Earl Lebieg, 1924)
- A Sleeping Bee (M: Harold Arlen, T: Truman Capote, 1954)
- Sleepy Time Gal (M: Ange Lorenzo, Richard A. Whiting, T: Joseph R. Eldan, Raymond B. Egan, 1925)
- Slic Vic (M: Jimmy McPartland)
- Smile (M: Charles Chaplin, T: John Turner, Geoffrey Parsons, 1954)
- Smiles (M: Lee S. Roberts, T: J. Will Callahan, 1917)
- Smoke Gets in Your Eyes (M: Jerome Kern, T: Otto Harbach, 1933)
- Smoke House Blues (M: Jelly Roll Morton)
- Smoky Mokes (M & T: Abe Holzmann, 1899)
- Smooth Sailing (M & T: Arnett Cobb, 1959)
- Snag It (M: King Oliver, 1926)
- Snibor (M: Billy Strayhorn, 1947)
- Snootie Little Cutie (M & T: Bob Troup)
- So in Love (Am I) (M & T: Cole Porter, 1948)
- So What (Miles Davis, 1959)
- Sobbin’ Blues (Art Kassel, Vic Berton)
- Soft Winds (M: Benny Goodman, T: Fred Royal, 1940)
- Softly, as in a Morning Sunrise (M: Sigmund Romberg, T: Oscar Hammerstein II, 1928)
- Solar (Miles Davis, 1954)
- (In My) Solitude (M: Duke Ellington, T: Eddie DeLange, Irving Mills, 1934)
- Some of These Days (M & T: Shelton Brooks, 1910)
- Some Other Spring (M: Irene Kitchings, T: Arthur Herzog Jr., 1939)
- Somebody Loves Me (M: George Gershwin, Emilia Renaud, T: Ballard McDonald, Buddy DeSylva, 1924)
- Somebody Stole My Gal (M & T: Leo Wood, 1918)
- Someday (Louis Armstrong)
- Someday (Ray Charles)
- Some Day My Prince Will Come (M: Frank Churchill, T: Larry Morey, 1937)
- Someday Sweetheart (M & T: Benjamin Franklin Spikes, John C. Spikes, 1919)
- Someone to Watch over Me (M: George Gershwin, T: Ira Gershwin, 1926)
- Something Tells Me (Johnny Mercer, Harry Warren)
- Something to Live for (M&T: Duke Ellington, Billy Strayhorn, 1939)
- Something to Remember You By (M: Arthur Schwartz, T: Howard Dietz, 1930)
- Sometime Ago (Chick Corea, 1962)
- Sometimes I feel Like a Motherless Child (M & T: Henry Thacker Burleigh, Traditional, 1918)
- Sometimes I’m Happy (M: Vincent Youmans, T: Irving Caesar, 1925)
- Somewhere (M: Leonard Bernstein, T: Stephen Sondheim, 1956)
- Somewhere Beyond the Sea
- (Somewhere) Over the Rainbow (E. Y. Harburg, Harold Arlen, 1939)
- Song for My Father (Horace Silver)
- The Song Is Ended (But the Melody Lingers On) (M & T: Irving Berlin, 1927)
- The Song Is You (M: Jerome Kern, T: Oscar Hammerstein II, 1932)
- Song of India (Nikolai Rimski-Korsakow, Red Bone, Tommy Dorsey)
- Song of the Wanderer (Where Shall I Go?) (M&T: Neil Moret, 1926)
- Sonny Boy (M: Ray Henderson, T: Buddy DeSylva, Lew Brown, 1928)
- Soon (M: George Gershwin, T: Ira Gershwin, 1929)
- Sophisticated Lady (M: Duke Ellington, T: Irving Mills, Mitchell Parish, 1933)
- Soul Eyes (Mal Waldron, 1957)
- South (M & T: Bennie Moten, Thamon Hayes, 1924)
- South Rampart Street Parade (M: Bob Haggart, Ray Bauduc, 1937)
- Spain (Chick Corea)
- Speak Low (M: Kurt Weill, T: Ogden Nash, 1943)
- Spleen (M: Richard Galliano, 1983)
- Spring Can Really Hang You up the Most (Tommy Wolf, Fran Landesman, 1955)
- Spring Is Here (M: Richard Rodgers, T: Lorenz Hart, 1938)
- Spring Will Be a Little Late This Year (M&T: Frank Loesser, 1944)
- Squatty Roo (M & T: Johnny Hodges, 1941)
- St. James Infirmary (M & T: Traditional, Joe Primrose, 1927)
- St. Louis Blues (M & T: W. C. Handy, 1914)
- St. Thomas (Sonny Rollins, 1956)
- Stablemates (M: Benny Golson, 1955)
- Stairway to the Stars (Park Avenue Fantasy) (M: Matt Malneck, Frank Signorelli, T: Mitchell Parish, 1935)
- Star Eyes (M & T: Gene De Paul, Don Raye, 1943)
- Stardust (M: Hoagy Carmichael, T: Mitchell Parish, 1929)
- Stars Fell on Alabama (M: Frank Perkins, T: Mitchell Parish, 1934)
- Steamboat Stomp (M: Jelly Roll Morton)
- Stella by Starlight (M: Victor Young, T: Ned Washington, 1946)
- Stolen Moments (Oliver Nelson, 1961)
- Stompin’ at the Savoy (M: Edgar Sampson, Chick Webb, Benny Goodman, T: Andy Razaf, 1934/1936)
- Stormy Monday Blues (M & T: Earl Hines, Billy Eckstine, Bob Crowder, 1942)
- Stormy Weather (Keeps Rainin’ All the Time) (M: Harold Arlen, T: Ted Koehler, 1933)
- Straight No Chaser (Thelonious Monk, 1951)
- Straighten Up and Fly Right (M & T: Nat King Cole, Irving Mills, 1944)
- Strange (M&T: John La Touche, Marvin Fisher, 1949)
- Strange Fruit (M & T: Lewis Allen, 1939)
- Stranger in the Night (M: Alfred Newman, T: Mack Gordon)
- Strangers in the Night (Bert Kaempfert, Charles Singleton, Eddie Snyder, 1966)
- Street of Dreams (M: Victor Young, T: Sam M. Lewis, 1932)
- Strike up the Band (M: George Gershwin, T: Ira Gershwin, 1929)
- String of Pearls (M & T: Jerry Gray, Eddie DeLange, 1941)
- Struttin’ with Some Barbecue (M: Lil Hardin, T: Don Raye, 1928)
- Stuffy (Coleman Hawkins, 1945)
- Stupendous (Howard McGhee)
- Sugar (That Sugar Baby O’ Mine) (M & T: Edna Alexander, Maceo Pinkard, Sidney Mitchell, 1927)
- Sugar Blues (M: Clarence Williams, T: Lucy Fletcher, 1919)
- Sugar Foot Stomp (Dipper Mouth Blues) (Joe King Oliver, 1926)
- Summer Night (M: Harry Warren, T: Al Dubin, 1936)
- Summertime (M: George Gershwin, T: DuBose Heyward, 1935)
- The Summer Wind (T: Hans Bradtke, M: Henry Mayer, engl. T: Johnny Mercer)
- Sunday (M & T: Benny Krueger; Chester Conn; Jule Styne; Ned Miller, 1926)
- Sunny (M & T: Bobby Hebb, 1966)
- (Keep Your) Sunny Side Up (M: Ray Henderson, T: B. G. DeSylva und Lew Brown, 1929)
- Sunrise Serenade (Jack Lawrence, Frankie Carle)
- Surrey With the Fringe on the Top (M: Richard Rodgers, T: Oscar Hammerstein II, 1943)
- Svantetic (Krzysztof Komeda)
- Swanee River (M: Stephen Foster, 1851)
- Swedish Pastry (Barney Kessel)
- Sweet Adeline (M: Harry Armstrong, T: Richard H. Gerard, 1903)
- Sweet and Lovely (M & T: Gus Arnheim; Jules LeMare; Harry Tobias, 1931)
- Sweet Georgia Brown (M & T: Ben Bernie, Kenneth Casey, Maceo Pinkard, 1925)
- Sweet Lorraine (M: Cliff Burwell, T: Mitchell Parish, 1928)
- Sweet Sue, Just You (M: Victor Young; T: Will Harris, 1928)
- Sweethearts on Parade (M: Carmen Lombardo, T: Charles Newman, 1928)
- Swing ’41 (Django Reinhardt)
- Swing Guitars (Django Reinhardt)
- Swing Is Here (Gene Krupa, Roy Eldridge, Chuck Berry)
- Swingin’ Down the Lane (M: Isham Jones, T: Gus Kahn, 1923)
- Swingin’ Uptown (Jimmy Lunceford, Sy Oliver)
- Swingin’ the Blues (Count Basie, Eddie Durham, 1938)
- Swinging on a Star (M: Jimmy Van Heusen, T: Johnny Burke, 1944)

### T
- ’T ain’t Nobody’s Business If I Do (M & T: Porter Grainger, Everett Robbins, 1922)
- Taboo (Margarita Lecuona, 1934)
- Take Five (Paul Desmond, 1959)
- Take the “A” Train (M & T: Billy Strayhorn, 1941)
- Taking a Chance on Love (M: Vernon Duke, T: Ted Fetter, John Latouche, 1940)
- Tangerine (M: Victor Schertzinger, T: Johnny Mercer, 1942)
- Tea for Two (M: Vincent Youmans, T: Irving Caesar, 1924)
- Teach Me Tonight (M: Gene De Paul, T: Sammy Cahn, 1953)
- Tears (Louis Armstrong, Lil Hardin)
- Teen Town (Jaco Pastorius)
- Temptation (M: Nacio Herb Brown, T: Arthur Freed, 1933)
- Tenderly (M: Walter Gross, T: Jack Lawrence, 1946)
- Tenor Madness (Sonny Rollins)
- Texas Moaner Blues (Clarence Williams, Fay Barnes)
- Thanks for the Memory (M: Ralph Rainger, T: Leo Robin, 1937)
- That Old Black Magic (M: Harold Arlen, T: Johnny Mercer, 1942)
- That Old Feeling (M: Sammy Fain, T: Lew Brown, 1937)
- That Old Gang of Mine (M: Ray Henderson, T: Mort Dixon, Billy Rose, 1923)
- That Ole Devil Called Love (Allan Roberts, Doris Fisher, 1944)
- That’s a Plenty (M: Lew Pollack, T: Ray Gilbert, 1914)
- That’s All (M & T: Bob Haymes, Alan Brandt, 1952)
- That’s Earl Brother (Dizzy Gillespie)
- That’s My Desire (Carroll Loveday, Helmy Kressa)
- That’s My Weakness Now (M: Sam H. Stept, T: Bud Green, 1928)
- Thelonious (Thelonious Monk)
- The More I See You (M: Harry Warren, T: Mack Gordon, 1945)
- Them There Eyes (M & T: William Tracey, Doris Tauber, Maceo Pinkard, 1930)
- Then I’ll Be Tired of You (M: Arthur Schwartz, T: Yip Harburg, 1934)
- There Is No Greater Love (M: Isham Jones, T: Marty Symes, 1936)
- There Will Never Be Another You (M: Harry Warren, T: Mack Gordon, 1942)
- There’ll Be Some Changes Made (M: W. Benton Overstreet, T: Billy Higgins, 1921)
- There’s a Lull in My Life (M: Harry Revel, T: Mack Gordon, 1937)
- There’s a Rainbow ’Round My Shoulder (M: Dave Dreyer, T: Billy Rose, Al Jolson, 1928)
- There’s a Small Hotel (M: Richard Rodgers, T: Lorenz Hart, 1936)
- These Foolish Things (Remind Me of You) (M: Jack Strachey, Harry Link, T: Holt Marvell, 1936)
- They All Laughed (M: George Gershwin, T: Ira Gershwin, 1936)
- They Can’t Take That Away from Me (George Gershwin, Ira Gershwin, 1937)
- They Say (M: Stephan Weiss, Paul Mann, T: Edward Heyman, 1938)
- They Say It’s Wonderful (M & T: Irving Berlin, 1946)
- Things Ain’t What They Used to Be (M: Mercer Ellington, T: Ted Persons, 1942)
- This Can’t Be Love (M: Richard Rodgers, T: Lorenz Hart, 1938)
- This Love of Mine (M: Henry W. Sanicola Jr., Sol Parker, T: Frank Sinatra, 1941)
- This Time The Dream’s On Me (M: Harold Arlen, T: Johnny Mercer, 1941)
- This Year’s Kisses (M & T: Irving Berlin, 1937)
- Thoroughly Modern Millie (M: Jimmy Van Heusen, T: Sammy Cahn, 1967)
- Thou Swell (M: Richard Rodgers, T: Lorenz Hart, 1927)
- Three Little Words (M: Harry Ruby, T: Bert Kalmar, 1930)
- The Thrill Is Gone (M: Ray Henderson, T: Lew Brown, 1931)
- Through a Long and Sleepless Night (M: Alfred Newman, T: Mack Gordon, 1949)
- Tickle Toe (M: Lester Young, T: Jon Hendricks, 1940)
- Tico-Tico no Fubá (M: Jose Abreu, T: Aloysio Oliveira, Ervin Drake, 1943)
- Tiger Rag (M: Nick LaRocca, T: Harry DeCosta, 1917)
- Time After Time (M: Jule Styne, T: Sammy Cahn, 1947)
- A Time for Love (M: Johnny Mandel, T: Paul Francis Webster, 1966)
- Time on My Hands (M: Vincent Youmans, T: Harold Adamson, Mack Gordon, 1930)
- Time Remembered (M: Bill Evans)
- Tin Roof Blues (M: Paul Mares, Ben Pollack, Mel Stitzel, George Brunis, Leon Roppolo, T: Walter Melrose, 1923)
- Tin Tin Deo (Dizzy Gillespie, Chano Pozo, Gil Fuller, 1947)
- ’Tis Autumn (M&T: Henry Nemo, 1941)
- Titmouse (Benny Carter)
- Together (M: Ray Henderson, T: Buddy DeSylva, Lew Brown, 1928)
- Tonight (M: Leonard Bernstein, T: Stephen Sondheim, 1957)
- Too Close for Comfort (M & T: George David Weiss; Jerry Bock; Larry Holofcener, 1956)
- Too Late Now (M: Burton Lane, T: Alan Jay Lerner, 1950)
- Too Marvelous for Words (M: Richard A. Whiting, T: Johnny Mercer, 1937)
- Too Young to Go Steady (M: Jimmy McHugh, T: Harold Adamson, 1955)
- Topsy (M & T: Eddie Durham, Edgar Battle, 1958)
- The Touch of Your Lips (M & T: Ray Noble, 1936)
- Trans Tanz (Wolfgang Dauner)
- Trav’lin’ Light (M: James R. Mundy, T: Johnny Mercer, Trummy Young, 1943)
- Trinkle Tinkle (M: Thelonious Monk, T: Jon Hendricks, 1962)
- Triste (Antônio Carlos Jobim, 1967)
- Trouble in Mind (Richard M. Jones, 1926)
- Trust in Me (M & T: Milton Ager, Jean Schwartz, Ned Wever, 1936)
- Try a Little Tenderness (M: Harry Woods, T: James Campbell, Reginald Connelly, 1932)
- Tuck Me to Sleep (in My Old ’Tucky Home) (M: George W. Meyer, T: Sam M. Lewis und Joe Young, 1922)
- Tune Up (Miles Davis, 1963)
- Tuxedo Junction (Julian Dash, Buddy Feyne, Erskine Hawkins, William Johnson, 1940)
- Twelfth Street Rag (M: Euday L. Bowman, T: Spencer Williams, Andy Razaf, Jack Summer, 1914)
- Two Bass Hit (John Lewis, Dizzy Gillespie)
- Two for the Road (M: Henry Mancini, T. Bricuss)

### U
- U.M.M.G. (Upper Manhattan Medical Group) (Billy Strayhorn, 1956)
- Un Poco Loco (Bud Powell, 1953)
- Undecided (M: Charlie Shavers, T: Sydney Robin, 1939)
- Under a Blanket of Blue (M: Jerry Livingston, T: Al J. Neiburg, Marty Simes, 1933)
- Under the Bamboo Tree (M: Bob Cole, T: James Weldon Johnson, J. Rosamond Johnson, 1902)
- Unforgettable (M & T: Irving Gordon, 1941)
- Unit 7 (Wes Montgomery)
- Unless It’s You (Bill Evans)
- Until I Met You (Corner Pocket) (M: Freddie Green T: Donald E. Wolf, 1956)
- Until It’s Time for You to Go
- Until The Real Thing Comes Along (M: Mann Holiner, Alberta Nichols, Saul Chaplin, T: Sammy Cahn, 1936)

### V
- Valse Hot (Sonny Rollins)
- The Varsity Drag (M: Ray Henderson, T: Buddy DeSylva, Lew Brown, 1927)
- Vashkar (Carla Bley)
- Very Early (Bill Evans)
- The Very Thought of You (M & T: Ray Noble, 1934)
- Via Con Me (M & T: Paolo Conte)
- Violets for Your Furs (M: Matt L. Dennis, T: Tom Adair, 1941)
- Virgo (Wayne Shorter)
- Voyage (Kenny Barron)

### W
- Wabash Blues (Dave Ringle, Fred Meinken)
- Wait Till You See Her (M & T: Richard Rodgers, T: Lorenz Hart, 1942)
- A Walk in the Black Forest (Horst Jankowski)
- Walk on By (M: Burt Bacharach, T: Hal David, 1961)
- Walkin’ (Richard Carpenter, 1949)
- Waltz (Pat Metheny)
- Waltz for a Lovely Wife (Phil Woods)
- Waltz for Debby (M: Bill Evans, T: Gene Lees, 1964)
- Waltz New (Jim Hall)
- Waltzin’ (Victor Brazil)
- Wang Wang Blues (M: Henry Busse, Gussie Mueller, Buster Johnson, T: Leo Wood, 1920)
- Warm Valley (Duke Ellington, Bob Russell, 1943)
- Washington and Lee Swing (Mark W. Sheafe, Clarence A. Robbins, Thornton W. Allen, 1910)
- Watch What Happens (M: Michel Legrand, T: Norman Gimbel, Jacques Louis Demy, 1964)
- Watermelon Man (Herbie Hancock, 1963)
- Waterwings (Don Grusin)
- Wave (Antônio Carlos Jobim, 1967)
- Way Down Yonder in New Orleans (Henry Creamer, Turner Layton, 1922)
- (The) Way You Look Tonight (M: Jerome Kern, T: Dorothy Fields, 1936)
- We Have All the Time in the World (James-Bond-Song „On Her Majesty’s Secret Service“/„Im Geheimdienst Ihrer Majestät“) (Hal David, John Barry, 1969)
- We Were in Love (Benny Carter)
- We’ll Be Together Again (M: Carl Fischer, T: Frankie Laine, 1945)
- Weary Blues (M: Artie Matthews, T: Mort Greene, George Cates, 1915)
- Weaver of Dreams (M: Victor Young, T: Jack Elliot)
- Webb City (M: Bud Powell, 1946)
- Wee (Allen’s Alley) (Denzil Best, 1949)
- Weird Nightmare (Charles Mingus, 1960)
- Well You Needn’t (Thelonious Monk, Mike Ferro, 1944)
- West Coast Blues (Wes Montgomery, 1960)
- West End Blues (Joe King Oliver, Clarence Williams, 1928)
- What Can I Say After I Say I’m Sorry (M&T: Walter Donaldson, Abe Lyman, 1926)
- What a Difference a Day Made (M: Maria Grever, T: Stanley Adams, 1934)
- What a Little Moonlight Can Do (M & T: Harry Woods, 1934)
- What a Wonderful World (M & T: Robert Thiele, George David Weiss, Bob Thiele (unter dem Pseudonym George Douglas), 1967)
- What Am I Here for (M: Duke Ellington, T: Frankie Laine, 1942)
- What Are You Doing the Rest of Your Life (M: Michel Legrand, T: Alan Bergman, Marilyn Bergman, 1969)
- What Can I Say After I Say I m Sorry? (M & T: Walter Donaldson, Abe Lyman, 1926)
- What Is There to Say (M: Vernon Duke, T: Yip Harburg, 1933)
- What Is This Thing Called Love? (M & T: Cole Porter, 1929)
- What Kind of Fool Am I? (M & T: Leslie Bricusse, Anthony Newley, 1962)
- What Reason Could I Give (M & T: Ornette Coleman)
- What’s New? (M: Bob Haggart, T: Johnny Burke, 1939)
- When a Man Loves a Woman (M & T: Bernie Hanighen, Gordon Jenkins, Johnny Mercer, 1938)
- When Day Is Done (M: Robert Katscher, T: Buddy DeSylva, 1924)
- When I Fall in Love (M: Victor Young, T: Edward Heyman, 1952)
- When I Grow Too Old to Dream (M: Sigmund Romberg, T: Oscar Hammerstein II, 1935)
- When I Move to the Sky (Traditional)
- When It’s Sleepy Time Down South (M & T: Clarence Muse, Leon René, Otis René, 1931)
- When Lights Are Low (M: Benny Carter, T: Spencer Williams, 1936)
- When My Sugar Walks Down the Street (M: Jimmy McHugh, T: Irving Mills, Gene Austin, 1924)
- When the Red Red Robin Comes Bob Bob Bobbin’ Along (M&T: Harry Woods, 1926)
- When Sunny Gets Blue (M: Marvin Fisher, T: Jack Segal, 1956)
- When the Saints Go Marchin’ In (trad., James M. Black, Catherine E. Purvis)
- When the Sun Comes Out (M: Harold Arlen, T: Ted Koehler, 1941)
- When You Wish upon a Star (M: Leigh Harline, T: Ned Washington, 1940)
- When You’re Smiling (M: Mark Fisher, Larry Shay, T: Joe Goodwin, 1928)
- When Your Lover Has Gone (M & T: Einar Aaron Swan, 1931)
- Where Are You (M: Jimmy McHugh, T: Harold Adamson, 1936)
- Where Flamingos Fly (M: John Benson Brooks, Harold Courlander; T:Elthea Peale, 1947)
- Where or When (M: Richard Rodgers, T: Lorenz Hart, 1937)
- Whisper Not (Benny Golson, 1956)
- Whispering (M: John Schonberger, T: Malvin Schonberger, Richard Coburn, 1920)
- Who? (M: Jerome Kern, T: Otto Harbach, Oscar Hammerstein II, 1925)
- Who Can I Turn To (When Nobody Needs Me) (M&T: Anthony Newley, Leslie Bricusse, 1964)
- Who Cares? (So Long As You Care for Me) (M: George Gershwin, T: Ira Gershwin, 1931)
- Who’s Sorry Now? (M: Bert Kalmar, Ted Snyder, T: Harry Ruby, 1923)
- Why Do I Love You? (M: Jerome Kern, T: Oscar Hammerstein II, 1927)
- Why Try to Change Me Now (M: Cy Coleman, T: Joseph McCarthy junior, 1952)
- Why Was I Born (M: Jerome Kern, T: Oscar Hammerstein II, 1929)
- Wild Cat Blues (Fats Waller, Clarence Williams)
- Wild Man Blues (M & T: Jelly Roll Morton, Louis Armstrong, 1927)
- Wild Flower (Wayne Shorter)
- Will You Still Be Mine? (M: Matt Dennis, T: Tom Adair, 1940)
- Willow Weep for Me (M & T: Ann Ronell, 1932)
- Windflower (Sara Cassey)
- Windows (Chick Corea)
- Winin' Boy Blues (M: Jelly Roll Morton)
- Witchcraft (M: Cy Coleman, T: Carolyn Leigh, 1951)
- With a Song in My Heart (M: Richard Rodgers, T: Lorenz Hart, 1929)
- Without a Song (M: Vincent Youmans, T: Fred Rose, Edward Eliscu, 1929)
- Wives and Lovers (Hey Little Girl) (M: Burt Bacharach, T: Hal David, 1963)
- Wolverine Blues (M & T: Jelly Roll Morton, Benjamin Franklin Spike, John C. Spike, 1923)
- (What a) Wonderful World (Barbara Mayson Champbell, Lou Adler, Herb Alpert)
- Woodchopper’s Ball (Woody Herman, Joe Bishop)
- Woody’n’You (Dizzy Gillespie)
- Work Song (M: Nat Adderley, T: Oscar Brown Jr, 1960)
- (The) World's Jazz Crazy, Lawdy So Am I (Trixie Smith, 1926)
- Wrap Your Troubles in Dreams (And Dream Your Troubles Away) (M: Harry Barris, T: Ted Koehler, Billy Moll, 1931)

### Y
- Yaaka Hula Hickley Dula (M: Edward Ray Goetz, Pete Wendling, T: Joe Young, 1916)
- Yardbird Suite (Charlie Parker, 1946)
- Yes and No (Wayne Shorter)
- Yes Sir, That’s My Baby (M: Walter Donaldson, T: Gus Kahn, 1925)
- Yesterday (M & T: Paul McCartney)
- Yesterdays (M: Jerome Kern, T: Otto Harbach, 1933)
- You (M: Harold Adamson, T: Walter Donaldson)
- You Always Miss the Water (When the Well Runs Dry) (Rod Andre)
- You and the Night and the Music (M: Arthur Schwartz, T: Howard Dietz, 1934)
- You Are My Sunshine (M & T: Jimmie Davis, Charles Mitchell, 1940)
- You Are the Sunshine of My Life (M & T: Stevie Wonder)
- You Are There (M: Johnny Mandel, T: Dave Frishberg, 1983)
- You Are too Beautiful (M: Richard Rodgers, T: Lorenz Hart)
- You Better Go Now (M & T: Bickley Reichner, Robert Graham, 1936)
- You Brought a New Kind of Love to Me (M: Irving Kahal, T: Pierre Norman, Sammy Fain, 1930)
- You Can Depend on Me (M & T: Louis Dunlap, Charles Carpenter, Earl Hines, 1932)
- You Do Something to Me (M & T: Cole Porter, 1929)
- You Don’t Know What Love Is (M & T: Don Raye, Gene De Paul, 1941)
- You Go to My Head (M: J. Fred Coots, T: Haven Gillespie, 1938)
- You Make Me Feel So Young (M: Josef Myrow, T: Mack Gordon, 1946)
- You Stepped Out of a Dream (M: Nacio Herb Brown, T: Gus Kahn, 1940)
- You Taught My Heart to Sing (Sammy Cahn, McCoy Tyner)
- You Took Advantage of Me (M: Richard Rodgers, T: Lorenz Hart, 1928)
- You Turned the Tables on Me (M: Louis Alter, T: Sidney Mitchell, 1936)
- You’ve Got a Friend (Carole King, 1971)
- You Won’t Be Satisfied (Freddy James, Larry Stock)
- You Won’t Forget Me (Fred Spielman, Kermit Goell)
- You’d Be So Nice to Come Home To (M: Cole Porter, 1942)
- You’ll Never Know (M: Harry Warren, T: Mack Gordon, 1943)
- You’re a Lucky Guy (M: Saul Chaplin, T: Sammy Cahn, 1939)
- You’re a Sweetheart (M: Jimmy McHugh, T: Harold Adamson, 1937)
- You’re Blase (M: Ord Hamilton, T: R. Bruce Sievier, 1932)
- You’re Driving Me Crazy (What Did I Do?) (M & T: Walter Donaldson, 1930)
- You’re Mine You (M: Johnny Green, T: Edward Heyman, 1933)
- You’re My Everything (M: Harry Warren, Joseph Young, T: Mort Dixon, 1931)
- You’re My Thrill (M & T: Sidney Clare, Jay Corney, 1934)
- You’re the Cream in My Coffee (M: Ray Henderson, T: Buddy DeSylva, Lew Brown, 1927)
- You’re the Top (M & T: Cole Porter, 1934)
- You’ve Changed (M: Carl Fischer, T: Bill Carey, 1942)
- You’ve Got to See Mamma Ev’ry Night (M: Con Conrad, T: Billy Rose, 1924)
- Yours Is My Heart Alone (Dein ist mein ganzes Herz) (M: Franz Lehár, T (österr.): Ludwig Herzer and Fritz Löhner-Beda, T (englisch): Harry B. Smith, 1929)

### Z
- Zing! Went the String of My Heart (Manley)